# Lịch sử video game
Nguồn gốc của video game nằm trong quá trình phát triển với ống phóng tia âm cực -dựa trên hệ thống phòng thủ tên lửa vào cuối những năm 1940. Các chương trình này sau đó được chuyển thể thành trò chơi đơn giản khác trong những năm 1950. Vào cuối những năm 1950 và qua các năm 1960, trò chơi máy tính đã được phát triển nhiều hơn (phần lớn là trên các máy tính lớn), với sự tinh tế và phức tạp ngày càng tăng lên (rất nhiều các video game thời kỳ đầu đã biến mất và hầu như không có một bản ghi lại nào). Trải qua các thời kỳ, video game tách ra trên nhiều hệ máy khác nhau: game arcade (hệ máy thùng), máy tính lớn, game console (hệ máy có tay cầm điều khiển), máy tính cá nhân và sau cùng là hệ máy cầm tay.
Video game đầu tiên được thương mại hóa là Computer Space năm 1971, mà về sau đặt nền móng cho một ngành công nghiệp giải trí mới trong cuối những năm 1970 tại Hoa Kỳ, Nhật Bản, và châu Âu. Sự suy sụp đầu tiên xảy ra vào năm 1977 khi các công ty bị bắt buộc phải bán các hệ thống đã lỗi thời của họ tràn ngập thị trường. Sáu năm sau đó, một cuộc sụp đổ lớn hơn xảy ra. Cơn khủng hoảng này (gây ra bởi việc đổ bộ ồ ạt các video game chất lượng tệ hại vào trong thị trường) là kết quả sự sụp đổ hoàn toàn của ngành công nghiệp game trên hệ máy có tay cầm (game console) ở Mỹ, cuối cùng chuyển sự thống trị của thị trường game từ Bắc Mỹ sang Nhật Bản. Trong khi cơn khủng hoảng này tiêu diệt thị trường hệ máy console, thì game trên hệ máy tính cá nhân gần như không bị ảnh hưởng. Các thế hệ tiếp theo của hệ console vẫn tiếp tục bị thống trị bởi các tập đoàn Nhật Bản. Dù đã có vài nỗ lực bởi các tập đoàn ở Bắc Mỹ và Châu Âu nhằm giành lại chỗ đứng của mình, với thế hệ thứ tư các hệ máy console, nhưng sự liên doanh này thất bại hoàn toàn. Cho tới khi thế hệ máy chơi game thứ sáu ra đời với Xbox là thành công thương mại thực sự được phát triển bởi tập đoàn Microsoft nhưng vẫn còn tỏ ra yếu thế về doanh số với các tập đoàn Nhật Bản như Sony, Nintendo hay Sega. Thị trường game cho máy cầm tay cũng đi theo một con đường giống như hệ console với vài thất bại của các tập đoàn Mỹ, tất cả đều không thành công trừ một số thành công hạn chế trong các hệ máy cầm tay thời kỳ đầu. Hiện tại thì chỉ có duy nhất các tập đoàn Nhật Bản có những thành công lớn trên hệ máy cầm tay, mặc dù game cho hệ máy cầm tay vài năm gần đây đã chuyển dần sang các thiết bị như điện thoại di động hay PDA do sự phát triển của công nghệ.

## Thời kỳ đầu
Vào 25/1 năm 1947 Thomas T. Goldsmith, Jr. and Estle Ray Mann nộp đơn yêu cầu cấp bằng sáng chế lên chính phủ cho một sáng chế mới mà họ mô tả là "thiết bị giải trí bằng ống phóng tia âm cực (ống phóng điện tử)". Bằng sáng chế này được Văn phòng cấp bằng sáng chế Hoa Kỳ thông qua ngày 14/12/1948, mô tả chi tiết một chiếc máy mà một người sử dụng các nút bấm để thao tác súng tia âm cực bắn các tia tới các mục tiêu mô phỏng "máy bay". Một lớp in phủ lên màn hình CRT giúp xác định vùng tương tác.
Vào những năm 1949–1950, Charley Adama chạy một chương trình có tên "Bouncing Ball" cho chiếc máy tính Whirlwind của MIT. Dù chương trình vẫn chưa thực sự tương tác được, nhưng nó đã là tiền thân của video game sắp ra đời.
Vào tháng 2 năm 1951, Christopher Strachey thử chạy một chương trình cờ đam (tiếng Anh: draughts; tiếng Mỹ: checkers) do mình viết trên chiếc máy tính NPL Pilot ACE (là một trong những máy tính đầu tiên được xây dựng ở Vương quốc Anh, tại Phòng thí nghiệm vật lý quốc gia -NPL- trong đầu những năm 1950). Chương trình đã sử dụng vượt quá dung lượng bộ nhớ của cỗ máy và Strachey đã phải chạy thử lại nó trên một máy tính ở Manchester với một bộ nhớ lớn hơn vào tháng 10.
Cũng vào năm 1951, trong khi phát triển công nghệ truyền hình cho công ty điện tử New York là tập đoàn Loral, nhà sáng chế Ralph Baer xuất hiện ý tưởng với việc sử dụng các bóng đèn và các mẫu được ông dùng trong công việc của mình vào việc khác ngoài chức năng chỉ là các thiết bị hiệu chỉnh. Baer nhận ra rằng bằng cách cho khán giả khả năng thao tác với chương trình truyền hình của họ, vai trò của họ thay đổi từ thụ động quan sát sang thao tác tương tác. Khi ông đem ý tưởng này đến cấp trên của mình, ngay lập tức nó bị đè bẹp vì lý do tập đoàn đang bị chậm tiến độ.
OXO, một phiên bản trên máy tính của trò tic-tac-toe, được A.S. Douglas sáng chế vào năm 1952 tại Đại học Cambridge, nhằm mục đích chứng minh luận án của mình về khả năng tương tác giữa máy tính với người. OXO được thiết kế trên chiếc máy tính EDSAC với một ống tia phóng tia âm cực có chức năng như một màn hình hiển thị trực quan để hiển thị nội dung bộ nhớ.
Năm 1958, William Higinbotham tạo ra một trò chơi sử dụng một dao động ký và một máy tính tương tự (dạng máy tính sử dụng các mạch điện tử để thực hiện việc tính toán. Ví dụ như mắc nối tiếp các điện trở để thực hiện các phép cộng hay mắc nối tiếp điện trở với tụ điện để tính tích phân v.v...) với tên gọi Tennis for Two, nó lần đầu tiên được sử dụng để mua vui cho các khách tham quan Phòng thí nghiệm quốc gia Brookhaven ở New York. Tennis for Two thể hiện một sân tennis đơn giản hóa với góc nhìn từ bên cạnh, gồm có một quả bóng bị trọng lực kiểm soát và cần phải điều khiển quả bóng đó bay qua "lưới", không giống như trò kế thừa của nó—Pong. Tennis for Two được chơi với hai bộ điều khiển hình hộp, mỗi cái đều có một cần gạt để điều chỉnh quỹ đạo và một nút bấm để đánh bóng. Tennis for Two được trưng bày trong hai mùa trước khi bị tháo dỡ vào năm 1959.

### Những năm 1950–1960
Phần lớn các game máy tính thời kỳ đầu đều chủ yếu sử dụng nội bộ trong các máy tính lớn ở các trường đại học và các phòng thí nghiệm và được phát triển bởi các cá nhân như một sở thích. Khả năng tiếp cận với các phần cứng máy tính thời kỳ đầu này khá giới hạn nên các trò chơi rất ít ỏi và nhanh chóng bị lãng quên bởi các thế hệ sau.
Vào những năm 1959–1961, một bộ sưu tập các chương trình tương tác hình ảnh được tạo ra trên chiếc máy tính TX-0 tại MIT:
Mouse in the Maze(Chuột trong mê cung): cho phép người chơi đặt các bức tường mê cung, một vài mảnh pho mát, và trong một số phiên bản, có cả rượu martini, sử dụng bút ánh sáng (bút dùng để viết hay vẽ trên màn hình CRT sử dụng phương pháp dò sự thay đổi độ sáng trên đầu bút và đồng thời tô đậm điểm mà bút trỏ tới). Sau đó có thể thả con chuột vào mê cung và xem nó chạy để tìm thức ăn.
HAX: bằng cách điều chỉnh hai công tắc trên bàn điều khiển, có thể tạo ra các hình ảnh và âm thanh khác nhau.
Tic Tac Toe:sử dụng bút ánh sáng, người chơi có thể chơi các ván tic-tac-toe với máy tính.
Trong 1961, một nhóm sinh viên tại MIT, bao gồm Steve Russell, lập trình một trò chơi mang tên Spacewar! trên chiếc máy DEC PDP-1, một loại máy tính mới thời bấy giờ. Trò chơi giữa hai người chơi đọ sức với nhau, mỗi người điều khiển một phi thuyền có khả năng bắn tên lửa, trong khi một ngôi sao ở giữa màn hình là một mối nguy hiểm lớn với các phi thuyền. Game này thậm chí còn được phân phối cùng các máy tính DEC và được bán trong suốt các thời kì sau đó qua hệ thống mạng internet nguyên thủy. Spacewar! được ghi nhận như là game máy tính có nhiều ảnh hưởng đầu tiên.
Năm 1966, Ralph Baer tham gia hợp tác làm việc với Bill Harrison trong một dự án, nơi cả hai đều làm việc cho nhà thầu Sanders Associates trong lĩnh vực điện tử quân sự tại Nashua, New Hampshire. Hai người đã tạo ra một video game đơn giản tên là Chase, là game đầu tiên có khả năng hiển thị trên một chiếc tivi thông thường. Với sự hỗ trợ của Baer, Bill Harrison đã tạo ra súng ánh sáng(cấu tạo và hoạt động như bút ánh sáng nhưng sử dụng để chơi game). Baer và Harrison sau đó tham gia cùng Bill Rusch vào năm 1967, một người đã từng tốt nghiệp trường MIT (MSEE), mà sau đó đã được trao một số bằng sáng chế cho các thiết bị chơi game trên ti vi (Bằng sáng chế Mỹ số 3,659,284, 3,778,058, v.v...). Việc phát triển vẫn tiếp tục và đến năm 1968 một nguyên mẫu đã được hoàn tất và có thể chơi một số game khác nhau như bóng bàn và bắn các mục tiêu. Sau nhiều tháng lao động bí mật giữa các dự án chính thức, cả nhóm đã có thể mang một mẫu thử nghiệm đúng như đã hứa với bộ phận nghiên cứu và phát triển (R&D) của Sanders. Tới năm 1969, Sanders đã giới thiệu tay cầm điều khiển game dân dụng đầu tiên trên thế giới với các nhà sản xuất.
Vào năm 1969, lập trình viên máy tính Ken Thompson của hãng AT&T đã viết một game có tên Space Travel cho hệ điều hành Multics. Game này mô phỏng các hình dạng hành tinh của hệ mặt trời cùng chuyển động của chúng và người chơi sẽ phải cố gắng đáp phi thuyền lên đó. AT&T sau đó huỷ bỏ dự án MULTICS, và Thompson chuyển trò chơi này sang ngôn ngữ Fortran chạy trên máy tính lớn GE 635 với hệ điều hành GECOS của hãng General Electric. Hệ thống này yêu cầu 75 USD mỗi giờ sử dụng, và Thompson quyết định tìm một hệ thống nhỏ hơn và rẻ hơn để dùng. Cuối cùng ông tìm cách tận dụng chiếc máy tính PDP-7, và Thompson và Dennis Ritchie lại một lần nữa viết lại game dùng ngôn ngữ assembly (hợp ngữ) để có thể chạy trên PDP-7. Trong quá trình học cách để phát triển phần mềm cho chiếc máy đó, quá trình phát triển của hệ điều hành Unix bắt đầu, và Space Travel trở thành ứng dụng đầu tiên của hệ điều hành UNIX.

## Những năm 1970

### Kỷ nguyên vàng của game trên hệ máy arcade
Vào tháng 9/1971, chiếc máy arcade Galaxy Game được lắp đặt tại Trung tâm hoạt động sinh viên trong trường Đại học Stanford. Dựa trên trò Spacewar!, đây là video game đầu tiên vận hành trên hệ máy dùng tiền xu (hệ arcade). Chỉ có duy nhất một chiếc được làm, sử dụng một chiếc máy tính DEC PDP-11 và một thiết bị đầu cuối hiển thị vectơ. Năm 1972, cỗ máy được mở rộng để có thể cắm vào 4 tới 8 tay cầm điều khiển.
Cũng vào năm 1971, Nolan Bushnell và Ted Dabney tạo ra một phiên bản trò chơi Spacewar! trên hệ máy arcade và gọi là Computer Space. Hãng Nutting Associates mua bản quyền game và sản xuất 1500 cỗ máy Computer Space, với hạn phát hành ấn định vào tháng 11/1971. Trò chơi đã không thành công như mong muốn do sự nóng vội, nhưng đã trở thành cột mốc đánh dấu lần đầu tiên sản xuất video game và hệ máy chơi game số lượng lớn và cũng là lần đầu tiên chào bán thương mại một video game.

trò Pong với hai chiếc vợt đánh bóng qua lại. Điểm số được ghi lại bằng những con số (0 và 1) ở trên cùng của màn hình.

Bushnell và Dabney cảm thấy họ không nhận được thù lao xứng đáng khi bán bản quyền của Computer Space cho Nutting Associates và quyết định tự thành lập công ty riêng với tên Atari, Inc. vào năm 1972 trước khi cho ra đời game tiếp theo của mình: Pong. Pong là video game hệ máy arcade đầu tiên thành công trên diện rộng. Trò chơi dựa một phần vào nguyên tắc chơi bóng bàn: một quả bóng được đặt ở trung tâm "sân" và sẽ chuyển động về một trong hai phía của hai người chơi, mỗi người chơi sẽ phải điều khiển chiếc vợt bóng bàn của mình để đánh quả bóng về phía đối thủ của mình. Atari đã bán được hơn 19,000 cỗ máy Pong, tạo ra rất nhiều các bản sao.
Ngành công nghiệp sản xuất hệ máy và game arcade bước vào thời kỳ hoàng kim năm 1978 với sự xuất hiện của game Space Invaders tạo bởi Taito, một thành công đã truyền cảm hứng cho hàng tá các nhà sản xuất bước vào thị trường. Kỷ nguyên vàng đã tạo ra một số lượng lớn các máy arcade đặt tại trung tâm mua sắm, các cửa hàng truyền thống, nhà hàng và cửa hàng tiện lợi.
Space Invaders đã bán được hơn 360.000 máy trên toàn cầu, và tới năm 1981, tạo ra doanh thu hơn 1 tỷ USD từ hơn 4 tỷ đồng xu 25 cents (25 cent=1/4 đôla), tương đương hơn 2,5 tỷ USD vào thời điểm hiện tại (2011). Năm 1979, trò Galaxian (bắn ruồi) của hãng Namco (thành lập năm 1955 đến năm 2005 sáp nhập với Bandai thành Namco Bandai Games) bán được hơn 40,000 máy. Cũng trong năm 1979, Atari phát hành Asteroids với doanh số bán ra là hơn 70.000 máy.
Tổng doanh số bán ra của các máy chơi game arcade ở Bắc Mỹ tăng trưởng một cách đáng kể trong suốt thời kỳ cuối những năm 70 và đầu những năm 80, từ 50 triệu máy năm 1978 tới 900 triệu máy năm 1981, với doanh thu gần chạm mốc 1 tỷ đôla trong 3 năm cuối của thập niên 70, con số này tăng gấp 3 lần lên tới 2,8 tỷ USD trong những năm đầu của thập niên 80. Game arcade có màu cũng dần trở nên phổ biến vào các năm 1979 và 1980 với sự xuất hiện của các tựa game như Pac-man (Namco phát triển và phát hành tại Nhật, Midway phát hành tại Mỹ) đã bán được hơn 350.000 máy, và trong vòng 1 năm, tạo ra doanh thu hơn 1 tỷ USD; ước tính Pac-man đã thu về tổng cộng hơn 10 tỷ đồng 25 cent (tức 2,5 tỷ USD) trong thế kỷ 20, tương đương khoảng hơn 3.4 tỷ đôla bây giờ.
Năm 1981, ngành công nghiệp game arcade đã tạo ra một doanh thu hàng năm là 5 tỷ USD ở thị trường Bắc Mỹ, tức là 12,3 tỷ trong thời điểm hiện nay. Năm 1982, ngành công nghiệp video game arcade lên tới đỉnh điểm, thu về 8 tỷ USD (32 tỷ đồng 25 cents), tương đương hơn 18,5 tỷ hiện nay, vượt qua cả tổng doanh thu hàng năm của thị trường nhạc pop (4 tỷ) và ngành công nghiệp làm phim của Hollywood (3 tỷ) cộng lại vào thời điểm đó. Và nó cũng gần như gấp đôi doanh thu 3.8 tỷ của ngành công nghiệp máy chơi game gia dụng (bao gồm game console và máy tính cá nhân) cùng năm; cả hai thị trường video game arcade và máy chơi game gia dụng có tổng doanh thu là 11.8 tỷ USD trong ngành công nghiệp game năm 1982 (27.3 tỷ hiện nay). Video game trên hệ arcade tiếp tục có doanh thu hàng năm khoảng 5 tỷ USD cho tới năm 1985.

### Thế hệ đầu tiên của hệ máy console (1972-1977)
Hệ máy console trong nhà đầu tiên được phát triển bởi Ralph Baer và các cộng sự. Quá trình phát triển bắt đầu vào năm 1966 và một nguyên mẫu hoạt động được hoàn thành vào năm 1986 (được gọi là Brown Box- hộp nâu). Một cuộc chạy đua đã diễn ra để có được thoả thuận cấp phép cho hệ thống nhiều tiềm năng này, bao gồm GE(General Electric), Sylvania, RCA, Philco, and Sears, với Magnavox cuối cùng cũng được cấp phép công nghệ để sản xuất những hệ máy chơi game console gia dụng đầu tiên. Hệ thống ra mắt lần đầu tiên ở Mỹ năm 1972 bởi hãng Magnavox với tên gọi Magnavox Odyssey. Cỗ máy Odyssey sử dụng loại băng (ROM cartridge) chơi game, mà chủ yếu cấu tạo bởi các cầu nối tắt mà có thể hiệu lực hoá/vô hiệu hoá các chuyển mạch khác nhau chiếc băng đó, làm thay đổi các mạch logic (trái ngược với các hệ thống chơi game về sau sử dụng băng chơi game có khả năng lập trình được). Điều này cho phép chơi được vài game khác nhau trên cùng hệ thống, cùng với các lớp nhựa phủ được định dạng sẵn để thêm màu sắc lên màn hình, khu vực hoạt động, và các hình ảnh khác nhau có thể "tương tác" được bằng việc sử dụng các hình điện tử được tạo bởi hệ thống. Thêm vào đó là một cú thúc đẩy tiếp thị với việc mời diễn viên Frank Sinatra quảng cáo tính năng cho Odysseys, đã giúp Magnavox bán được khoảng 100,000 máy trong năm đầu.
Philips mua lại Magnavox và cho ra mắt một game khác ở châu Âu sử dụng nhãn hiệu Odysseys vào năm 1974 và một game liên quan mà Magnavox đã phát triển cho thị trường Hoa Kỳ. Qua thời gian, hệ thống Odyssey đã đạt được doanh số 2 triệu máy.

### Game trênmáy tính lớn
Game trên máy tính lớn trong các trường đại học phát triển nở rộ vào đầu thập niên 1970. Có khá ít thông tin về các game máy tính thời kỳ này trừ vài trò chơi nổi tiếng nhất, lý do vì các game này không được quảng bá rộng rãi cũng như khi làm một game thì thường không được coi như là một nỗ lực làm việc nghiêm túc. Những người viết ra các game này- phần lớn là sinh viên- thường làm một cách không chính thức khi còn các khúc mắc với hệ thống phần cứng đắt đỏ của trường, do đó họ không mong có nhiều người biết về công việc này của họ. Tuy nhiên, ít nhất cũng có hai con đường để công bố và phát hành game đáng chú ý cho các nhà sinh viên thiết kế trò chơi thời bấy giờ:
- Hệ thống PLATO là một môi trường điện toán giáo dục thiết kế ở Đại học Illinois và chạy trên hệ thống máy tính lớn được làm bởi Control Data Corporation. Các game thường được trao đổi giữa các hệ thống PLATO khác nhau.
- DECUS là nhóm người dùng cho các máy tính được thực hiện bởi Digital Equipment Corporation(DEC). Công ty này chuyên phân phối các chương trình -bao gồm cả game– mà có thể chạy trên các loại máy tính của hãng.

Một số trò chơi đáng chú ý cũng được viết cho các máy tính mini của hãng Hewlett-Packard (HP) như các máy tính HP2000.
Các điểm nổi bật của thời kỳ này, sắp xếp theo trình tự thời gian gần đúng,bao gồm:
- 1971: Don Daglow viết game bóng chày đầu tiên cho máy tính trên một chiếc máy tính lớn DEC PDP-10 tại trường Cao đẳng Pomona. Người chơi có thể chơi các trận đấu riêng lẻ hoặc mô phỏng cả một mùa giải. Daglow sau đó chung một nhóm với lập trình viên Eddie Dombrower để thiết kế game bóng chày Earl Weaver Baseball, được Electronic Arts phát hành năm 1987.
- 1971: game Star Trek được tạo ra (có thể bởi Mike Mayfield) trên chiếc máy tính mini Sigma 7 tại Đại học California. Đây là tựa game Star Trek nổi tiếng nhất và có số người chơi nhiều nhất vào những năm 70, và được chơi với một loạt các "bản đồ" nhỏ mô phỏng các khu vực của thiên hà in trên giấy hoặc trên màn hình. Đó là tựa game đầu tiên được chuyển qua nền tảng phần cứng bởi các sinh viên. Daglow cũng viết một game Star Trek nổi tiếng khác cho chiếc máy tính PDP-10 trong những năm 1970–1972, game trình bày các hành động như một kịch bản được nói bởi nhân vật của chương trình truyền hình. Một số lớn các game khác theo chủ đề Star Trek cũng được giới thiệu trên các hệ máy PLATO và DECUS trong suốt thập kỷ.
- 1972: Gregory Yob viết game trốn tìm Hunt the Wumpus cho máy PDP-10 mà có thể coi như là game phiêu lưu bằng chữ đầu tiên. Yob viết nó để phản ứng lại với các game trốn tìm trước đó như Hurkle, Mugwump, và Snark.
- 1974: Cả hai game Maze War (trên máy tính Imlac PDS-1 tại Ames Research Center của NASA tại California) và Spasim(trên máy PLATO) ra đời, được coi là hình mẫu tiên phong của game 3D bắn súng góc nhìn người thứ nhất chơi mạng.
- 1974: Brand Fortner và bạn mình phát triển game Airfight như là một phần mềm dạy bay mô phỏng. Để khiến game thêm thú vị, tất cả những người chơi sẽ phải chia sẻ vùng bay và chọn các máy bay quân sự, lựa chọn thêm vũ khí và nhiên liệu để bắn hạ máy bay của những người chơi khác. Bất chấp đồ họa tầm thường và tần số quét màn hình khá thấp (khiến cho game bị giật hình khi chơi), Airfight trở thành một game nổi tiếng trên hệ máy PLATO. Game về sau trở thành nguồn cảm hứng cho game Microsoft Flight Simulator.
- 1975: William Crowther viết game phiêu lưu dạng chữ hiện đại đầu tiên, Phiêu lưu (nguyên bản gọi là ADVENT, và sau đó là Colossal Cave). Game được lập trình trên ngôn ngữ Fortran cho máy tính PDP-10. Người chơi điểu khiển game qua các câu đơn giản- như là các câu lệnh và nhận được các văn bản mô tả trên màn hình. Trò chơi về sau được viết lại bởi các sinh viên trên máy PLATO, và nó là một trong những cái tên ít ỏi trở thành một phần trên cả hai hệ máy PLATO và DEC truyền thống.
- 1975: Cho tới năm 1975, rất nhiều các trường đại học đã thay thế các thiết bị hiển thị trước đây bằng màn hình CRT mà có thể hiển thị 30 dòng văn bản chỉ trong vài giây thay vì 1 phút hoặc hơn để in ra trên giấy. Điều này dẫn đến một loạt các game vẽ sẵn "hình ảnh" lên màn hình. Các màn hình CRT đã thay thế các máy điện báo cổ điển hoặc các máy in dòng (máy in liên tục theo từng dòng chứ không theo từng trang) mà tốc độ đầu ra biến động trong khoảng 10-30 ký tự mỗi giây.
- 1975: Daglow, và sau đó là một sinh viên ở Đại học Claremont Graduate, viết game nhập vai đầu tiên trên máy tính lớn PDP-10: Dungeon. Trò chơi là một phiên bản trên máy tính không có giấy phép bản quyền của trò chơi nhập vai (chơi với bút và giấy) mới nổi thời bấy giờ là Dungeons & Dragons. Mặc dù được thể hiện bằng chữ, nhưng đó là game đầu tiên sử dụng hệ thống nhân vật có "tầm nhìn", như là các bản đồ trên-dưới thể hiện các khu vực mà những nhân vật(trong game) đã thấy hoặc có thể nhìn thấy, đưa vào yếu tố ánh sáng/bóng tối và sự khác biệt trong tầm nhìn giữa các loài.
- 1975: Gần như cùng thời điểm, game dnd, cũng dựa trên Dungeons & Dragons lần đầu tiên xuất hiện trên hệ máy PLATO của CDC (Control Data Corporation). Với những người chơi game này thì dnd, không phải Dungeon, mới là game nhập vai đầu tiên trên máy tính.
- 1976: Một trong những game nhập vai sớm nhất sử dụng các yếu tố từ Dungeons & Dragons là Telengard, được viết vào năm 1976, và Zork (sau đó đổi lại tên thành Dungeon), viết năm 1977.
- 1977: Kelton Flinn và John Taylor tạo ra phiên bản đầu tiên của Air, một game chiến đấu trên không bằng chữ mà đã báo hiệu trước công trình sau đó của họ tạo ra sẽ là game trực tuyến nhiều người chơi đầu tiên sử dụng đồ họa (thay cho chữ): Air Warrior. Về sau Kelton Flinn và John Taylor còn thành công hơn nữa khi lập ra công ty cung cấp dịch vụ game trực tuyến đầu tiên Kesmai, sau thuộc Electronic Arts và đóng cửa năm 2001. như Flinn đã nói: "Nếu Air Warrior là chú linh trưởng đung đưa trên cây, AIR lại là dạng game văn bản như con trùng amip bò trên đáy đại dương. Nhưng nó đã gần như là thời gian thực, chơi mạng, và cố gắng dựng hình 3-D trên các thiết bị đầu ra sử dụng hình ảnh của hệ mã ASCII. Nó đã có được hương vị riêng."
- 1977: Các lập trình viên của trò Zork nguyên bản bao gồm Dave Lebling, Marc Blank, Tim Anderson, và Bruce Daniels. Không giống như Crowther, Daglow và Yob, đội Zork nhận ra tiềm năng khi chuyển các game này sang các máy tính cá nhân thế hệ mới và sáng lập ra công ty phát hành game văn bản Infocom năm 1979. Về sau Infocom bán lại cho Activision năm 1986 và đóng cửa năm 1989.
- 1978: Multi-User Dungeon, phiên bản đầu tiên, được tạo bởi Roy Trubshaw và Richard Bartle, là di sản đầu tiên và trở thành thứ mà bây giờ gọi là MMORPG.
- 1980: Michael Toy, Glenn Wichman và Ken Arnold cho ra đời game Rogue trên hệ điều hành BSD Unix sau 2 năm làm việc, game đã truyền cảm hứng cho rất nhiều các phiên bản tương tự thời bấy giờ. Giống như Dungeon trên PDP-10 và dnd trên PLATO, Rogue hiển thị các bản đồ hầm ngục sử dụng các ký tự. Tuy nhiên, không giống các game trên, các hầm ngục này được tạo một cách ngẫu nhiên mỗi lần chơi, do vậy con đường dẫn đến các kho báu và quái vật bảo vệ chúng sẽ khác nhau mỗi trận đấu. Và như đội ngũ làm game Zork, Rogue cũng được chuyển sang máy tính cá nhân và trở thành một sản phẩm thương mại.

### Sự sụp đổ của video game vào năm 1977
Năm 1977, các nhà sản xuất cũ, các máy console lỗi thời và các bản sao của trò Pong được bán ra ồ ạt nhằm mục đích dọn sạch kho hàng, tạo ra sự dư thừa quá lớn trên thị trường, và khiến cho các hãng như Fairchild và RCA bỏ mặc việc bán các game console của mình. Chỉ còn Atari và Magnavox vẫn bám trụ trên thị trường console gia dụng, mặc dù phải chịu tổn thất lớn vào hai năm 1977 và 1978.
Sự sụp đổ này phần lớn gây ra bởi số lượng rõ rệt các bản sao của Pong tràn ngập thị trường cả hệ arcade và hệ máy gia dụng. Cơn khủng hoảng cuối cùng đã kết thúc với sự thành công của game Space Invaders được hãng Taito phát triển và phát hành năm 1978, làm dấy lên một sự phục hưng của ngành công nghiệp game video và mở đường cho thời kỳ hoàng kim của các game arcade. Ngay sau đó, Space Invaders được cấp phép trên máy Atari VCS (về sau được đổi tên thành Atari 2600) trở thành ứng dụng có tầm quan trọng đặc biệt đầu tiên và cũng giúp doanh số bán ra Atari 2600 được nhân lên gấp nhiều lần. Điều này giúp Atari phục hồi từ tổn thất trước đó. Thành công của Atari 2600 đã làm hồi sinh thị trường máy chơi game gia dụng, cho tới khi thị trường video game Bắc Mỹ khủng hoảng vào năm 1983.

### Thế hệ console thứ hai (1977-1983)
Trong thời kỳ đầu của các máy console, các mã máy tính cho một hoặc nhiều game thường được gắn cứng vào vi mạch sử dụng các hệ thống logic rời rạc, và không thể bổ sung được. Cho tới giữa những năm 1970, ngành công nghiệp game sáng chế ra được băng chơi game (ROM cartridge), bắt đầu vào năm 1976 với sự ra đời của cỗ máy Fairchild 'Video Entertainment System (VES). Các chương trình được ghi lên các chip ROM và được gắn bên trong vỏ băng bằng nhựa mà có thể gắn vào các khe cắm trên chiếc máy. Khi chiếc băng được gắn vào, vi xử lý trên máy sẽ đọc bộ nhớ của băng và thực thi bất kỳ chương trình nào trong đó. Thay vì bị giới hạn với một vài lựa chọn ít ỏi các game có sẵn trong hệ thống, khách hàng giờ đây có thể tích lũy cả một thư viện các băng chơi game cho mình. Tuy nhiên sản xuất video game vẫn còn là một kỹ năng hẹp vào thời điểm đó. Warren Robinett, lập trình viên nổi tiếng với tựa game Adventure, nói về việc phát triển game:"trong thời buổi trước kia, mỗi game cho máy chơi game Atari 2600 được làm hoàn toàn bởi một người, lập trình viên, người mà hình thành khái niệm cho trò chơi, viết chương trình, sau đó dựng hình ảnh cho game-các hình ảnh thường được vẽ trên giấy vẽ đồ thị trước rồi sau đó được chuyển đổi bằng tay sang hệ thập lục phân-, rồi sau đó là tạo âm thanh".
Dưới đây là ba cỗ máy thống trị thế hệ thứ hai của console trên Bắc Mỹ, với doanh số bán ra vượt xa các đối thủ còn lại:
- Video Computer System (VCS) băng có ROM -cỗ máy console cơ bản, về sau đổi tên thành Atari 2600, ra mắt năm 1977 bởi Atari. Chín game đã được thiết kế và phát hành cho kỳ nghỉ lễ năm 1977. Trong khi cỗ máy console này có một sự khởi đầu chậm chạp, thì bản chuyển thể của game Space Invaders trên hệ arcade sang nó đã trở thành ứng dụng có tầm quan trọng đặc biệt và tăng số lượng bán ra lên nhiều lần. Ngay sau đó, Atari 2600 nhanh chóng trở thành cỗ máy console phổ biến nhất thời kỳ đầu trước khi ngành công nghiệp game khủng hoảng lần hai vào năm 1983
- Intellivision, giới thiệu bởi hãng sản xuất đồ chơi Mattel năm 1980. Mặc dù theo thứ tự thời gian thì cỗ máy này thuộc "thế hệ 8-bit", nhưng Intellivision có một bộ vi xử lý độc nhất với độ rộng 10-bit (cho phép xử lý đa dạng hơn và tăng tốc độ tiềm năng), và các thanh ghi rộng 16 bit. Hệ thống này, với các tính năng cao hơn hẳn cỗ máy Atari 2600 lỗi thời, nhanh chóng trở nên phổ biến.
- ColecoVision, một cỗ máy thậm chí còn mạnh mẽ hơn, xuất hiện vào năm 1982. Doanh số bán ra của nó cũng tăng vọt nhanh chóng, nhưng với sự xuất hiện của ba cỗ máy chơi game lớn trên thị trường cùng với tình trạng quá nhiều các game chất lượng kém bắt đầu làm chật cứng các kệ bán lẻ và làm giảm sút sự hứng thú của khách hàng vào video game. Trong vòng một năm sự quá tải này khiến cho thị trường sụp đổ.

Năm 1979, Activision được thành lập với các thành viên là các cựu nhân viên lập trình bất mãn của Atari "những người đã nhận ra rằng các game mà họ ẩn danh lập trình với mức lương chỉ 20.000 USD một năm nhưng lại thu về tới 60% của 100 triệu USD doanh số bán băng của hãng trong một năm". Activision trở thành hãng phát triển thứ ba đầu tiên về video game. Cho tới năm 1982, khoảng 8 triệu gia đình Mỹ sở hữu ít nhất một máy chơi game console, và toàn ngành công nghiệp tạo ra một doanh thu hằng năm là 13,8 tỉ USD, và trong đó doanh thu của các loại máy chơi game gia dụng là 3,8 tỉ, gần bằng một nửa lợi nhuận (8 tỉ USD) thu về bởi các máy chơi game arcade thời điểm đó.

### Game trênmáy tính gia dụng(cuối thập niên 70 tới đầu thập niên 80)
Khi những thành quả của video game thời kỳ đầu tập trung chủ yếu ở thị trường máy arcade và console, máy tính gia dụng (là một loại máy tính cá nhân xuất hiện vào cuối những năm 70 với giá thành thấp và cũng không mạnh mẽ lắm về bộ nhớ cũng như khả năng mở rộng tuy nhiên lại có một hệ thống đồ họa và âm thanh tốt hơn các máy tính dùng cho công việc hoặc nghiên cứu khoa học thời đó) lại nhanh chóng phát triển vào thập niên 80, cho phép chủ sở hữu có thể lập trình các game đơn giản. Các nhóm ưa thích lập trình trên loại máy tính mới này sớm hình thành và cho ra đời các game trên chúng.
Ban đầu rất nhiều các game này -chỉ là bản sao trên máy tính lớn của các tựa nổi tiếng như Star Trek, và về sau là bản chuyển thể hoặc bản sao của các game nổi tiếng trên arcade như Space Invaders, Frogger, Pac-Man và Donkey Kong— được phân phối thông qua nhiều kênh, như là in mã nguồn của trò chơi trong sách (ví dụ:David Ahl's BASIC Computer Games), tạp chí (Creative Computing), và bản tin, điều này cho phép người sử dụng có thể tự đánh máy các mã này vào máy tính. Các nhà thiết kế game thời kỳ đầu (trên máy tính lớn) như Crowther, Daglow và Yob có thể thấy rằng các mã chương trình game của họ-thứ mà họ chưa bao giờ nghĩ về vấn đề bản quyền- được xuất bản trên sách và tạp chí nhưng tên của họ thì bị loại ra khỏi danh sách. Các máy tính gia dụng đời đầu từ Apple, Commodore, Tandy và các hãng khác đều có rất nhiều game mà người dùng phải tự viết mã lập trình vào.
Các trò chơi trên máy tính gia dụng còn được phân phối bằng thư hoặc bán qua các đĩa mềm, băng cassette, băng chơi game (ROM cartridge). Ngay sau đó một ngành công nghiệp nhỏ được hình thành, với các lập trình viên không chuyên bán các đĩa game trong các túi nhựa đặt trên giá của các cửa hàng địa phương hoặc gửi qua thư. Richard Garriott đã từng phân phối vài bản sao game nhập vai trên máy tính Akalabeth: World of Doom của mình trong các túi nhựa này trước khi game được chính thức phát hành vào năm 1980.

## Những năm 1980
Ngành công nghiệp game máy tính trải qua nỗi đau lớn của sự phát triển đầu tiên vào đầu những năm 80 khi xuất hiện các nhà phát hành, với nhiều các hãng đáng tin cậy -có khi còn tồn tại trên 30 năm, như Electronic Arts- nhưng cùng với đó là những công ty với những chiến dịch "biến mất trong đêm" đã lừa đảo không ít các nhà phát triển. Trong lúc những game ra đời vào đầu thập kỷ 80 chỉ đơn giản là các bản sao của các game có sẵn trên hệ arcade, thì chi phí khá thấp để phát hành game cho máy tính cá nhân lại cho phép ra đời những game táo bạo, độc đáo.

### Sự đổi mới thể loại
Thời kỳ hoàng kim của thế hệ game arcade đã đạt tới giới hạn của mình vào thập niên 1980. Thời kỳ đã mang lại cho ngành công nghiệp rất nhiều các tiến bộ công nghệ cùng với đó là sự phát triển, ra đời các định nghĩa thể loại game trong vòng vài năm đầu tiên của thập kỷ, bao gồm
- Game phiêu lưu hành động: The Legend of Zelda (1986) đã góp phần định nghĩa thể loại phiêu lưu hành động, kết hợp các yếu tố từ các thể loại khác nhau để tạo ra một sự pha trộn hấp dẫn, bao gồm sự khám phá, những câu đố thay đổi, phong cách phiêu lưu, yếu tố hành động, một hệ thống tiền tệ ảo, và một phong cách nhập vai được đơn giản hóa (xây dựng nhân vật không theo điểm kinh nghiệm. Trò chơi cũng là một hình mẫu sơ khai về thế giới mở, lối chơi không tuyến tính, và giới thiệu sự cách tân mới về công nghệ như pin lưu game.
- Game hành động nhập vai: Dragon Slayer II: Xanadu (1985) được coi là game hành động nhập vai chính thức đầu tiên, với hệ thống chỉ số cho nhân vật và các nhiệm vụ lớn, cùng phong cách hành động thiết lập dựa trên các game nhập vai khác. Zelda II: The Adventure of Link (1987), phát triển bởi Shigeru Miyamoto, xác định chính xác hơn và cũng phổ biến rộng rãi hơn cho thể loại game kết hợp giữa hành động-nhập vai.
- Game phiêu lưu: Zork (1980) thể loại game phiêu lưu dạng chữ tiếp tục phổ biến rộng rãi ở thị trường máy tính gia dụng và hãng phát triển mới thành lập Infocom thống trị lĩnh vực này. Với việc các máy tính thời kỳ này thường có hình ảnh nghèo nàn, nên game phiêu lưu dạng chữ trở nên phổ biến. Mystery House (1980), một game của Roberta Williams cho chiếc máy tính Apple II, là game phiêu lưu hình ảnh đầu tiên. Toàn bộ đồ họa của game chỉ là các bản vẽ đơn sắc tĩnh, và tương tác trong game vẫn sử dụng các dòng lệnh như game phiêu lưu dạng chữ. Game này trở nên cực kỳ nổi tiếng trong thời điểm đó, và Roberta cùng chồng bà là Ken đã tiến tới thành lập nên Sierra On-Line, một hãng sản xuất chủ yếu là game phiêu lưu. Game King's Quest (1984) -một game của Sierra- đặt nền móng cho các game phiêu lưu hiện đại. Game có hình ảnh màu và cung cấp góc nhìn người thứ ba. Nhân vật được người chơi điều khiển trong game có thể di chuyển đến trước hoặc sau vật thể trên nền hai chiều được vẽ theo phối cảnh, tạo ra ảo giác giả không gian ba chiều. Các lệnh tương tác vẫn được nhập qua chữ. Maniac Mansion (1987) đã bỏ hệ thống tương tác bằng chữ ra khỏi game. Thay vào đó, LucasArts xây dựng hệ thống SCUMM cho phép tương tác bằng chuột "trỏ-và-click". Sierra và các công ty khác nhanh chóng theo cách tương tác bằng chuột này.
- Beat 'em up (tạm dịch: đánh bại chúng): Kung-Fu Master (1984), một phim của Hong Kong đã truyền cảm hứng cho thể loại game hành động này, đặt nền tảng cho kiểu di chuyển ngang màn hình; beat 'em ups là thể loại game chiến đấu với lối chơi đơn giản và số lượng kẻ địch lớn. Nekketsu Kōha Kunio-kun (1986), cũng được ra mắt với tên Renegade, không theo chủ đề võ thuật truyền thống mà giới thiệu cách đánh đường phố vào trong game, và là trò chơi đặt tiêu chuẩn cho thể loại beat 'em up trong tương lai với khả năng di chuyển theo cả hai chiều trái phải và lên xuống.
- Game theo phong cách điện ảnh (cinematic platformer): Prince of Persia (1989) là game theo phong cách điện ảnh đầu tiên.
- Game nhập vai trên máy tính: Akalabeth (1980) được tạo ra cùng năm với game Rogue; Akalabeth là cảm hứng cho game tiếp theo Ultima (1981). Và Ultima cùng với Wizardry(1981) lại truyền tải tinh thần cho các game nhập vai trên console thời kỳ đầu của Nhật Bản. The Bard's Tale (1985) của hãng Interplay Entertainment được coi là game nhập vai trên máy tính đầu tiên với số lượng người chơi đông đảo và gần như không có đối thủ cho tới khi Diablo của Blizzard Entertainment xuất hiện.
- Game nhập vai trên console: Dragon Warrior (1986), phát triển bởi Yuji Horii, là một trong những game nhập vai trên console đầu tiên. Với phong cách hình ảnh anime của họa sĩ Akira Toriyama (tác giả của bộ truyện nổi tiếng Dragon Ball), Dragon Quest đặt nó ở vị trí tách biệt với game nhập vai trên máy tính. Game này đã tạo ra cả một dòng game Dragon Warrior (về sau đổi tên thành Dragon Quest) đã trở thành biểu mẫu cho sự kết hợp thể loại nhập vai trên console; và truyền cảm hứng cho những game như Phantasy Star của Sega (1987) hay Final Fantasy (1987) của Squaresoft (đến năm 2003 Squaresoft sáp nhập với Enix Corporation thành Square Enix), bản đầu tiên của Final Fantasy thành công rực rỡ và đã sinh ra cả một dòng game lâu đời khi giới thiệu những tính năng như hệ thống góc nhìn bên cạnh trận đấu và lối chơi chiến thuật theo lượt với nhân vật của người chơi ở bên phải và đối phương ở bên trái, điều mà rất nhiều game sau này áp dụng. Megami Tensei (1987) và Phantasy Star (1987) lại không đi theo truyền thống, từ bỏ phong cách trung cổ và chủ đề về kiếm và các pháp sư thường thấy ở hầu hết các game nhập vai, thay vào đó là chủ đề về thế giới hiện tại/tương lai và khoa học viễn tưởng.
- Game đối kháng: Karate Champ (1984), một game hành động của hãng Data East, được ghi nhận là một game đã thiết lập và phổ biến thể loại game đối kháng, và tiếp tục ảnh hưởng tới game Yie Ar Kung-Fu (1985) của Konami. Yie Ar Kung-Fu mở rộng thêm lối chơi bằng cách đưa người chơi vào đối mặt với nhiều đối thủ, mỗi đối thủ này có một diện mạo và phong cách chiến đấu đặc trưng.Street Fighter (1987), phát triển bởi Capcom, giới thiệu các đòn thế đặc biệt mà chỉ có thể thực hiện thông qua việc nhấn chính xác các nút trên tay cầm điều khiển.
- Chặt và chém (hack and slash): Golden Axe (1988) được ca ngợi bởi lối chơi chặt và chém với nhiều chế độ chiến đấu kết hợp, ảnh hưởng thông qua việc lựa chọn các nhân vật chính với các phong cách đánh khác nhau
- Tương tác phim: (thể loại game mà toàn bộ game được dựng trên một bộ phim hay phim hoạt hình có trước và người chơi sẽ tương tác khi có các yêu cầu xuất hiện trên màn hình. Ví dụ: để nhảy một điệu nhảy thì sẽ có yêu cầu bấm các phím nhất định và nếu bấm sai thì người chơi sẽ phải nhảy lại toàn bộ điệu nhảy đó) Astron Belt (1983), một game bắn súng góc nhìn thứ nhất sơ khai, là video game đầu tiên trên đĩa lade đang trong quá trình phát triển, với tính năng hành động trục tiếp của dựa trên FMV với tàu chiến người chơi với đối thủ và bắn các tia laser lẫn lộn. Dragon's Lair (1983) là game đầu tiên trên đĩa lade được phát hành rộng rãi, đánh bại Astron Belt về sự phổ biến.
- Game platform: Space Panic (1980) đôi khi được ghi nhận như là game platform đầu tiên, với lối chơi tập trung vào việc trèo thang để lên xuống các tầng khác nhau. Donkey Kong (1981), một game arcade được làm bởi Shigeru Miyamoto của hãng Nintendo, là game đầu tiên cho phép người chơi nhảy được qua các chướng ngại vật và các khoảng trống, khiến cho nó trở thành game platform đầu tiên đúng như định nghĩa của thể loại này. Donkey Kong cũng là game giới thiệu cho tựa game sau đó Mario, một biểu tượng của game platform. Mario Bros. (1983) cũng do Shigeru Miyamoto phát triển, cung cấp khả năng hợp tác hai người chơi đông thời và đặt nền móng cho kiểu chơi hai người trên thể loại platform.
- Game platform với màn hình di chuyển theo nhân vật: Jump Bug (1981), một game bắn súng platform của hãng Alpha Denshi Corporation, là game đầu tiên sử dụng kiểu hình ảnh di chuyển theo nhân vật chính. Game Jungle King (1982) hãng của Taito giới thiệu tính năng chạy và nhảy qua các chướng ngại vật. Hãng Namco tiến thêm một bước nữa trong thể loại này với game Pac-Land (1984), là game đầu tiên giới thiệu tinh năng di chuyển thị sai bằng hình ảnh đa lớp (parallax scrolling) và gần giống như các game về sau như Super Mario Bros. (1985) hay Wonder Boy (1986).
- Game bắn súng với màn hình di chuyển theo nhân vật: Defender (1980) sử dụng tính năng di chuyển theo nhân vật vào thể loại shoot 'em ups, di chuyển màn hình theo chiều ngang. Scramble (1981) là game đầu tiên di chuyển theo chiều ngang với nhiều cấp độ khác biệt. Jump Bug (1981) là game bắn súng platform đơn giản với người chơi điều khiển một cái xe có thể nhảy. Trong game có thể di chuyển theo cả chiều ngang và chiều dọc. Vanguard (1981) là game bắn súng platform mà cho phép người chơi bắn theo bốn hướng. Xevious (1982) thường được trích dẫn là game bắn súng di chuyển theo chiều dọc đầu tiên, mặc dù trước đó đã có các game di chuyển theo chiều dọc, nhưng đây là game có tầm ảnh hưởng lớn nhất. Moon Patrol (1982) giới thiệu công nghệ di chuyển thị sai trên đồ họa máy tính. Gradius (1985) cho người chơi điều khiển sâu hơn về lựa chọn vũ khí, do vậy tăng cường các yếu tố chiến lược. Game cũng cho phép người chơi ghi nhớ các cấp độ đã đạt được nhắm làm thước đo đánh giá thành công. Thrust (1986) cho người chơi điều khiển một phi thuyền đi qua một loạt các hang động hai chiều, với mục tiêu là lấy được một quả bóng lơ lửng, trong khi chống lại lực hút của trọng lực, sức ỳ và tránh hoặc tiêu diệt tháp canh của địch.
- Game platform giả ba chiều (game 2.5D): Congo Bongo (1983), do Sega phát triển, là game giả 3 chiều đầu tiên.
- Game bắn súng giả ba chiều: Zaxxon (1982) là game bắn súng đầu tiên sử dụng phép chiếu (góc nhìn) giả 3 chiều.
- Game bắn súng sử dụng súng ánh sáng: NES Zapper là súng ánh sáng thương mại đầu tiên. Và game thành công nhất với súng ánh sáng là Duck Hunt 1984, là game đi kèm khi mua máy NES.
- Game mê cung: Pac-Man (1980) là game đầu tiên đạt được sự phổ biến rộng rãi trong văn hóa game chính thống và là nhân vật đầu tiên trở nên nổi tiếng bởi bản thân game. 3D Monster Maze (1981) là game 3D đầu tiên cho máy tính gia dụng, sau đó Dungeons of Daggorath (1982) thêm vào rất nhiều vũ khí và các con quái vật, hiệu ứng âm thanh tinh vi, và một chế độ hiển thị thanh sức khỏe theo nhịp tim.
- Game platform-phiêu lưu: Metroid (1986) là game sớm nhất kết hợp các nguyên tắc cơ bản của game platform với các yếu tố của game hành động-phiêu lưu, cùng vài đặc trưng của game nhập vai. Những yếu tố này bao gồm khả năng khám phá các khu vực trong game một cách tự do, với đường vào những khu vực mới thông qua các kỹ năng mới học hoặc sử dụng các món đồ trong hòm đồ. Zelda II: The Adventure of Link (1987) and Castlevania II: Simon's Quest (1987) là hai ví dụ khác về game platform kết hợp yếu tố phiêu lưu.
- Game đua xe: Turbo (1981), của Sega, là game đua xe đầu tiên với góc nhìn người thứ ba nhìn từ phía sau. Pole Position (1982), của Namco, sử dụng góc nhìn cố định vào nhân vật, hình ảnh giả 3 chiều (2.5D) và biến đổi góc nhìn người thứ ba từ phía sau thành "góc nhìn đua xe từ phía sau" mà người chơi sẽ nhìn từ đằng sau và phía trên của phương tiện, nhìn thẳng ra đường đua phía trước với đường chân trời trong tầm nhìn. Phong cách này nhanh chóng được sử dụng rộng rãi và kể cả khi game ba chiều trở thành chuẩn mực cho game đua xe.
- Shoot 'em up: Hover Attack (1984) cho máy tính gia dụng Sharp X1 là game bắn và chạy mà có thể di chuyển về mọi hướng và cho phép người chơi bắn súng theo đường chéo cũng như bắn thẳng phía trước. Space Harrier (1985) là một trong những game shoot 'em up thời kỳ đầu đã đặt một mốc mới về hình ảnh và sự đa dạng của nó với nhiều cấp độ- cho người chơi nhiều đối thủ hơn để có nhiều điểm hơn. Game này cũng là một trong những hình mẫu về game bắn súng góc nhìn người thứ ba thời kỳ đầu. Cũng trong năm 1985 xuất hiện Thexder, một nhãn hiệu đột phá trong thể loại bắn và chạy. Commando (1985) là một game có ảnh hưởng lớn khi nhân vật điều khiển trong game là một người lính chứ không phải là một phương tiện
- Chiến lược thời gian thực: Herzog Zwei (1989) được coi là game chiến lược thời gian thực đầu tiên, trước khi Dune II trở nên nổi tiếng. Đây là hình mẫu sớm nhất của game RTS theo định nghĩa hiện nay
- Game nhịp điệu: Dance Aerobics ra mắt năm 1987 cho phép người chơi tạo ra âm nhạc bằng cách dậm chân lên Power Pad của Nintendo. Về sau game được coi là game nhịp điệu đầu tiên.
- Game hành động lén lút: 005 (1981), một game arcade của Sega, là một minh chứng sớm nhất về thể loại game lén lút. Metal Gear (1987), do nhà phát triển game nổi tiếng của Nhật Bản Hideo Kojima (người đã tạo ra và phát triển loạt game Metal Gear Solid và Metal Gear Acid), là game hành lén lút đầu tiên trong khuôn khổ thể loại hành động-phiêu lưu, và trở thành game lén lút đầu tiên thành công về mặt thương mại.
- Game kinh dị: Haunted House (1981) giới thiệu các yếu tố của một tiểu thuyết kinh dị. Sweet Home (1989) thêm vào các tính chất chủ đạo của thể loại này. Lối chơi bao gồm việc chiến đấu chống lại các sinh vật ghê rợn và giải đố. Phát triển bởi Capcom, Sweet Home ảnh hưởng lớn đến tựa game tiếp theo của hãng là Resident Evil (1996) với việc sử dụng cách thiết kế kiểu dinh thự và kiểu chuyển cảnh theo từng đoạn tương tự nhau.
- Game mô phỏng phương tiện: Battlezone (1980) sử dụng kiểu hình ảnh vectơ để tạo ra thế giới ba chiều thực sự đầu tiên trong game (hình ảnh trong game chỉ là những đa giác đơn giản trông như các khung dây được nối lại với nhau). Elite (1984), do David Braben và Ian Bell thiết kế, mở ra thời đại của đồ họa 3D theo phong cách hiện đại, với kiểu hình ảnh vectơ chân thực hơn, điều khiển di chuyển vật thể tự do theo 6 mức độ, và có thể đến được hàng ngàn các hệ thống hành tinh. Game được coi là một tiên phong của thể loại game mô phỏng tàu không gian.
- Visual novel: Portopia Renzoku Satsujin Jiken (1983), phát triển bởi nhà thiết kế game Yuji Horii (nhà thiết kế cho tựa game nổi tiếng Dragon Quest), là game visual novel đầu tiên và là một trong những game phiêu lưu bằng hình ảnh sớm nhất (hình ảnh tĩnh), với góc nhìn người thứ nhất, kèm theo lối kể chuyện tự sự, đồng thời game cũng là game phiêu lưu đầu tiên với hình ảnh có màu. Portopia Renzoku Satsujin Jiken đã truyền cảm hứng cho Hideo Kojima tham gia vào ngành công nghiệp game và về sau phát triển game phiêu lưu hình ảnh của riêng mình,Snatcher (1988).

### Game trên máy tính
Theo sau thành công của hai cỗ máy tính gia dụng Apple II và Commodore PET vào cuối những năm 1970 là một loạt các dòng máy rẻ hơn và cũng thua kém hai đàn anh này xuất hiện vào đầu thập niên 1980. Những chiếc máy tính gia dụng này bao gồm Commodore Vic 20 và 64; hãng Sinclair với ZX80, ZX81 và ZX Spectrum; NEC PC-8000, PC-6001, PC-88 và PC-98; Sharp X1 và X68000; và họ máy tính Atari 8-bit, BBC Micro, Acorn Electron, Amstrad CPC, và dòng MSX. Những đối thủ này đã giúp kích thích cả thị trường máy tính gia dụng lẫn thị trường game, bằng cách nâng cao nhận thức về máy tính và chơi game qua các chiến dịch quảng cáo cạnh tranh của mình.
Ba hãng Sinclair, Acorn và Amstrad các dịch vụ nói chung chỉ được biết đến trong Châu Âu và Châu Phi, NEC và Sharp lại khá nổi tiếng ở khu vực Châu Á, trong khi MSX có trụ sở ở Bắc và Nam Mỹ, châu Âu, và châu Á, trong khi đó các hãng có trụ sở ở Mỹ như Apple, Commodore và Atari lại có thể cung cấp sản phẩm của mình cho cả thị trường Hoa Kỳ cũng như châu Âu.
Năm 1984, thị trường game máy tính tiếp quản luôn thị trường game trên console do cơn khủng hoảng vào năm đó; máy tính cung cấp khả năng chơi game gần bằng với console và từ khi có kiểu thiết kế đơn giản của máy tính gia dụng cho phép phần mềm game có thể hoàn toàn điều khiển phần cứng sau khi bật máy (gần như game trở thành hệ điều hành), điều này khiến cho việc khởi động game trên máy tính dễ dàng như trên console.
Commodore 64 được giới thiệu trước công chúng vào tháng 8 năm 1982. Chiếc máy đạt được những thành công ban đầu vì được tiếp thị tốt và có giá cạnh tranh, sử dụng môi trường lập trình BASIC, hệ thống đồ họa tiên tiến và tính năng âm thanh tốt vào thời đó, giống như máy console ColecoVision. Hơn nữa Commodore 64 còn sử dụng cổng giao tiếp với tay cầm điều khiển game phổ biến bởi Atari 2600, cho phép game thủ sử dụng tay cầm cũ của Atari 2600 với hệ thống. Cỗ máy tính gia dụng này trở thành máy tính phổ biến nhất vào thời đó tại Mỹ và rất nhiều các nước khác, đồng thời cũng là mẫu máy tính cá nhân bán chạy nhất mọi thời đại.
Cũng trong khoảng thời gian này, máy ZX Spectrum của hãng Sinclair được ra mắt tại Anh và nhanh chóng trở thành máy tính gia dụng phổ biến nhất tại rất nhiều khu vực của Tây Âu và về sau là khối phía Đông- do sự dễ dàng làm nhái của chiếc máy này.
Các máy tính tương thích IBM (máy tính với khả năng mở rộng cao) trở thành một kỹ thuật mang tính cạnh tranh cho nền tảng máy tính chơi game với sự xuất hiện PC/AT của IBM năm 1984. Hệ 4-màu nguyên thủy CGA (Color Graphics Adapter) (chuẩn màu của IBM) của thế hệ trước chỉ giới hạn cho phân khúc thị trường là các doanh nghiệp hoặc người dùng máy tính để làm việc, và hệ màu này thua xa so với Commodore 64 hay Apple II. Hệ 16 màu chuẩn EGA (Enhanced Graphics Adapter) mới này cho phép hình ảnh gần đạt đến chất lượng hình ảnh đã thấy ở các máy tính gia dụng khác như Commodore 64. Hệ thống tương thích âm thanh sử dụng từ mẫu máy tính AT trước đây, tuy nhiên, điều này vẫn giới hạn tới khả năng phát của loa máy tính, khi mà nó vẫn thua kém chất lượng so với cách gắn sẵn chip xử lý âm thanh đã có ở các loại máy tính gia dụng khác. Ngoài ra, chi phí sản xuất tương đối cao của các hệ thống máy tính tương thích hạn chế nghiêm trọng sự phổ biến của dòng PC/AT với thị trường máy tính chơi game.
Máy Macintosh của Apple cũng xuất hiện vào thời kỳ này. Nó thiếu các tính năng màu sắc của Apple II trước đây, thay vào đó là nâng cao độ phân giải, nhưng hệ điều hành của Mac lại hỗ trợ giao diện người dùng đồ họa (GUI) đã cuốn hút các nhà phát triển làm ra một số game thú vị (như Lode Runner) trước cả khi màu sắc đã trở lại đẹp hơn vào năm 1987 với chiếc Mac II.
Sự xuất hiện của Atari ST (của Atari) và Amiga của Commodore vào năm 1985 là sự khởi đầu cho một kỷ nguyên mới: thế hệ 16-bit. Đối với phần đông người dùng thì hai loại máy tính mới này quá đắt đỏ cho đến gần cuối của thập kỷ, ở thời điểm mà các tiến bộ trong nền tảng máy tính mở của IBM đã tạo ra một thế hệ máy tính tương thích (nơi mà các nhà sản xuất phần cứng chuyên biệt bắt đầu tham gia thị trường này vì sản xuất một phần của máy tính sẽ dễ dàng hơn là lập ra cả một tập đoàn để sản xuất đầy đủ cả một chiếc máy) khiến máy tính của IBM có sức cạnh tranh đủ mạnh với một mức giá thấp hơn so với các đối thủ. Chuẩn VGA phát triển cho chiếc máy PS/2 (IBM Personal System/2) mới của IBM vào năm 1987 cho phép PC có khả năng hiển thị 256 màu. Đây là một bước nhảy vọt trước các máy tính gia dụng đa phần lúc đó là 8 bit, nhưng vẫn tụt hậu so với các nền tảng tích hợp cố định sẵn phần cứng hình ảnh và âm thanh như máy Amiga (ra đời năm 1985 của hãng Commodore). Điều này gây ra một xu hướng kỳ lạ vào những năm 89-91 theo hướng phát triển đến một loại máy tính có vẻ yếu hơn các máy trước đó. Do đó khi cả hai chiếc máy Atari ST và Amiga đều là nơi thích hợp về mặt kỹ thuật để có những game tuyệt vời, nhưng thời gian nổi tiếng của chúng ngắn hơn so với thời các máy 8 bit, khi có những cổng giao tiếp mới vào những năm 80 và thậm chí là cả những năm 90.
Card âm thanh chuyên dụng bắt đầu giải quyết vấn đề khả năng tạo âm thanh nghèo nàn với máy tính tương thích của IBM trong những năm cuối 1980. Hãng sản xuất card âm thanh Ad Lib (đã đóng cửa) đã sớm đặt một tiêu chuẩn dựa trên thực tế (tiêu chuẩn không chính thức) cho card âm thanh vào năm 1987, với các sản phẩm của mình dựa trên chip âm thanh YM3812 của Yamaha. Chuẩn này tồn tại cho đến khi Creative Labs (nay là Creative Technology Ltd.) cho ra mắt sản phẩm Sound Blaster vào năm 1989, với việc thay thế chip và thêm vào các tính năng mới trong khi vẫn tương thích với các card của Ad Lib, đông thời tạo ra một chuẩn dựa trên thực tế nữa. Tuy nhiên, nhiều game của thời kỳ này vẫn hỗ trợ các chuẩn âm thanh mới này và cả những chuẩn khá hiếm như Roland MT-32 và Disney Sound Source cho tới đầu thập niên 90. Giá bán thời kỳ đầu cao đồng nghĩa với việc những chiếc card âm thanh này sẽ không phổ biến cho tới những năm 90.
Những game chia sẻ lần đầu xuất hiện vào giữa những năm 80 nhưng thành công lớn đối với cách này lại đến vào thập kỷ sau đó.

### Game online thời kỳ đầu
Hệ thống bảng thông tin (bulletin board systems) quay số (dial-up) đã khá phổ biến vào thập niên 80, và đôi khi được sử dụng đổ chơi game online. Loại hình sơ khai nhất của hệ thống này xuất hiện vào cuối những năm 70 đến đầu những năm 80 và có một giao diện văn bản đơn giản. Về sau các hệ thống sử dụng các ký tự điều khiển vào/ra (cũng hay được gọi là nghệ thuật ANSI, bao gồm cả các ký tự cụ thể cho các máy tính tương thích IBM mà không nằm trong chuẩn ANSI) để tạo ra một kiểu giao diện giả lập hình ảnh. Một số hệ thống mạng cung cấp khả năng truy cập tới nhiều trò chơi trực tuyến khác nhau nơi mà người chơi có thể chơi game với kiểu giao diện thiếu hình ảnh như vậy, từ những game phiêu lưu dạng chữ cho tới các game đánh bạc như blackjack (thường thì người chơi bằng điểm số hơn là tiền thật). Trên một số hệ thống mạng nhiều người dùng (cho phép hơn một người dùng có thể kết nối cùng lúc), có những game cho phép các người chơi tương tác với nhau.
Hãng SuperSet Software tạo ra game Snipes (chim dẽ giun hay chim mỏ nhát), một game chơi mạng dạng chữ ra đời năm 1983 để kiểm tra một loại máy tính cá nhân mới của IBM và tính tương thích với hệ thống mạng của nó. Snipes được chính thức ghi nhận là game có ảnh hưởng đến việc tạo ra hệ thống mạng Novell NetWare. Nó được cho là trò chơi mạng bằng văn bản đầu tiên cho một máy tính cá nhân thương mại và được công nhận cùng với Maze War năm 1974 (một game mê cung chơi mạng dùng trên vài máy tính nghiên cứu) và Spasim (1974) (game 3D mô phỏng không gian nhiều người chơi được chia sẻ giữa các máy tính lớn thời kỳ đó) cũng như là tiền thân của các game chơi mạng về sau như MIDI Maze (1987) và Doom (1993). Các dịch vụ thương mại trực tuyến cũng nảy sinh trong thời kỳ này. Giao diện người dùng ban đầu chỉ là những văn bản đơn giản cho các hệ thống mạng -nhưng chúng chỉ hoạt động trên những máy tính cực lớn, để cho phép nhiều người tham gia mạng cùng lúc. Cho đến cuối thập kỷ, các dịch vụ nội tuyến đã có một môi trường giao diện hình ảnh đầy đủ sử dụng phần mềm cụ thể cho từng nền tảng máy tính cá nhân. Các nhà cung cấp dịch vụ mạng với giao diện văn bản nổi tiếng lúc đó bao gồm CompuServe, The Source, và GEnie, trong khi các hãng cung cấp dịch vụ mạng với giao diện hình ảnh riêng biệt cho từng hệ máy gồm có PlayNET và Quantum Link cho máy Commodore 64, AppleLink cho Apple II và Macintosh, và PC Link cho máy tính của IBM— tất cả đều được điều hành bởi một công ty mà sau đó trở thành America Online và một công ty cung cấp hệ thống máy chủ là Prodigy. Các tinh năng tương tác trong game được cung cấp thông qua các dịch vụ này, dù cho tới năm 1987 giao diện của chúng vẫn chỉ là văn bản không hình ảnh.

### Game trên hệ máy cầm taymàn hình tinh thể lỏng
Năm 1979, hãng Milton Bradley Company giới thiệu hệ thống chơi game cầm tay đầu tiên sử dụng băng Microvision có thể thay thế được. Và hệ máy này nhận được thành công khiêm tốn trong năm đầu sản xuất, số lượng game ít ỏi, kích thước màn hình và sự khủng hoảng video game vào năm 1983 đã khiến cho chiếc máy có một cuộc đời ngắn ngủi.
Năm 1980, Nintendo cho ra mắt dòng sản phẩm Game & Watch, một hệ máy trò chơi điện tử cầm tay mà đã thúc đẩy hàng tá các công ty sản xuất đồ chơi và trò chơi để làm các game của mình, rất nhiều các game này chỉ là bản sao của các tựa game trên Game & Watch hoặc chuyển thể từ hệ arcade. Công nghệ LCD tiến bộ nhanh chóng đồng nghĩa với các hệ máy cầm tay mới có thể chắc chắn hơn và tiêu thụ ít pin hơn LED hay VFD, gần như chỉ yêu cầu pin dùng cho đồng hồ đeo tay. Và đồng thời màn hình LCD trên máy cầm tay cũng có kích thước nhỏ hơn phần lớn các màn hình sử dụng LED, nhỏ tới mức có thể đeo trên cổ tay như một cái đồng hồ. Hãng Tiger Electronics đã vay mượn ý tưởng này của Nintendo với các hệ máy cầm tay giá cả phải chăng và vẫn sản xuất các game cho mẫu này cho tới ngày nay.

### Cuộc khủng hoảng video game năm 1983
Vào cuối năm 1983, ngành công nghiệp game trải qua sự tổn thất còn lớn hơn cả cuộc khủng hoảng năm 1977. Đây là sự sụp đổ của cả ngành công nghiệp (không giống như năm 1977 là chỉ sụp đổ cho hệ arcade và một phần console), cũng như là sự phá sản của một vài hãng chuyên sản xuất máy tính gia dụng và hệ console cho thị trường Bắc Mỹ vào cuối năm 1983 và 1984. Nó mang đến cái gọi là sự kết thúc của các hệ máy console thế hệ hai. Gây ra sự sụp đổ này còn bao gồm các sản phẩm game được thiết kế một cách tệ hại như Custer's Revenge, E.T. the Extra-Terrestrial, và Pac-Man cho hệ máy Atari 2600 do phải chịu áp lực phát hành cực kỳ chặt chẽ. Có phát hiện rằng số lượng băng Pac-Man được sản xuất ra nhiều hơn số lượng được bán ra. Thêm vào đó, có quá nhiều băng E.T. the Extra-Terrestrial không thể tiêu thụ khiến cho hãng Atari phải quyết định chôn hàng ngàn băng của mình tại một bãi rác ở New Mexico.

### Thế hệ console thứ ba (1983-1995)
Năm 1985, thị trường game console game tại Bắc Mỹ được hồi sinh với các sản phẩm console 8-bit của Nintendo, hệ thống này ở Nhật có tên Famicom, còn ở các khu vực khác thì được gọi là Nintendo Entertainment System (NES). Hệ thống được bán kèm với Super Mario Bros. và ngay lập tức trở nên thành công. Máy NES đã thống trị trên thị trường Bắc Mỹ và Nhật Bản cho tới khi có sự trỗi dậy của thế hệ console tiếp theo vào đầu những năm 90. Các thị trường khác thì NES không đạt được sự thống trị lớn như Bắc Mỹ và Nhật Bản, cho phép các hệ máy khác có các khách hàng trung thành như Sega Master System ở Châu Âu, Úc và Brasil (dù hệ máy này cũng được bán ở Bắc Mỹ).
Với thế hệ console mới này, tay cầm hay tay điều khiển, thay thế vị trí của cần điều khiển, tay cầm điều khiển có nút cuộn (paddle), và bàn phím số như là thiết bị điều khiển mặc định đi kèm với hệ thống. Tay cầm được thiết kế với khả năng di chuyển theo 8 hướng nên còn gọi là tay cầm điều hướng (Directional-pad hay gọi tắt là D-pad) với 2 hay nhiều nút để tương tác đã trở thành chuẩn mực cho các hệ máy về sau.
Dòng game Legend of Zelda xuất hiện lần đầu vào năm 1986 với game The Legend of Zelda. Trong cùng năm, dòng Dragon Quest xuất hiện với tác phẩm đầu tay là Dragon Quest, và đã tạo ra một hiện tượng văn hóa chưa từng thấy ở Nhật Bản. Năm sau đó, hãng Square đang trong thời kỳ cực kỳ khó khăn và Hironobu Sakaguchi quyết định làm game cuối cùng của mình -một game nhập vai theo kiểu của Dragon Quest và đặt tên là Final Fantasy —kết quả là ra đời dòng game Final Fantasy, mà về sau trở thành một trong những tựa game nhập vai (theo kiểu Nhật Bản) thành công nhất. Năm 1987 cũng là năm ra đời của thể loại game lén lút với dòng game Metal Gear của Hideo Kojima -phiên bản đầu được thiết kế cho máy tính MSX2 và sau đó nhanh chóng được chuyển sang hệ máy NES. Năm 1989, Capcom ra mắt game Sweet Home trên máy NES, mà về sau được coi như là tiền thân của thể loại game kinh dị.
Năm 1988, Nintendo phát hành số đầu tiên của tạp chí Nintendo Power.
Thế hệ này kết thúc với việc ngưng sản xuất máy NES vào năm 1995.

## Những năm 1990
Những năm 1990 đánh dấu một sự cách tân trong ngành công nghiệp game. Đó là thập kỷ của sự biến đổi từ đồ họa raster sang đồ họa 3 chiều và đã dẫn đến sự ra đời của một vài thể loại game bao gồm bắn súng góc nhìn người thứ nhất, chiến lược thời gian thực, và game trực tuyến. Game trên hệ máy cầm tay trở nên phổ biến rộng rãi, một phần nhờ vào việc phát hành Game Boy. Game trên arcade, mặc dù vẫn còn tương đối phổ biến vào đầu thập kỷ, bắt đầu suy giảm do sự phổ biến dần của các hệ console gia dụng.
Ngành công nghiệp game trở thành một dạng giải trí chính thức vào những năm 90. Các bước phát triển lớn của thập kỷ bao gồm: các hãng phát hành bắt đầu củng cố vững mạnh hơn, ngân sách để phát triển game cao hơn, các đội ngũ sản xuất lớn hơn và sự kết hợp với cả ngành công nghiệp âm nhạc lẫn phim ảnh. Ví dụ cho điều này có thể là việc diễn viên Mark Hamill tham gia vào game Wing Commander III hay nhà soạn nhạc Quincy Jones giới thiệu công nghệ âm thanh giả lập ba chiều QSound.
Sự tăng cường sức mạnh điện toán và sự giảm giá thành của các vi xử lý như Intel 80386, Intel 80486, và Motorola 68030, khiến cho đồ họa 3 chiều trở nên phát triển, cũng như tính tương thích đa phương tiện giữa card âm thanh và CD-ROM. Các game 3D sơ khai bắt đầu thể hiện được khả năng tô bóng đa giác (flat-shading) (như các game:Elite, Starglider 2 hay Alpha Waves) và sau đó là các dạng đơn giản của kết cấu bề mặt (như Wolfenstein 3D).
Từ năm 1989 đến đầu những năm 1990 có sự xuất hiện và phổ biến của các cơ sở mã MUD như DikuMUD và LPMud, dẫn đến một sự tăng trưởng to lớn trong sự phát triển và phổ biến của MUD. Trước khi kết thúc thập kỷ, sự tiến hóa của thể loại này tiếp tục từ các game "MUD có hình" trở thành những game MMORPG đầu tiên, như Ultima Online và EverQuest, điều này đã giải phóng những người sử dụng khỏi việc bị giới hạn số lượng tối đa các người chơi mô phỏng trong game và mang đến một thế giới ảo liên tục (thế giới vẫn tiếp tục thay đổi kể cả khi người chơi thoát ra) tới thị trường đại chúng. Một ví dụ điển hình của MUD MMORPG là game Runescape được tạo ra bởi Jagex.
Vào đầu những năm 1990s, việc phân phối phần mềm chia sẻ (shareware) trở thành phương pháp phổ biến để phát hành trò chơi cho các nhà phát triển nhỏ, bao gồm cả các hãng còn non trẻ như Apogee (giờ là 3D Realms), Epic Megagames (bây giờ là Epic Games), và id Software. Nó cho phép khách hàng cơ hội để thử một phần của trò chơi, thường là cho phép người chơi chơi phần đầu tiên hay "chương đầu tiên", trước khi đặt mua toàn bộ các phần còn lại. Kệ của nhiều của hàng thời đó thường trưng bày các đĩa đơn 5 1/4 inch về sau là 3.5 inch và thường chỉ có vài USD cho mỗi đĩa. Từ khi các phiên bản phần mềm chia sẻ trở nên gần như miễn phí, thì giá thành gần như chỉ còn cần cho vỏ bọc đĩa và bao bì. Với các game có dung lượng ngày càng tăng vào giữa thập kỷ khiến chúng trở nên không thực tế khi cho vào các đĩa mềm, và các nhà phân phối bán lẻ cũng như các nhà phát triển bắt đầu nghiêm túc mô phỏng thực tế, phần mềm game chia sẻ giờ đây thay thế bằng các đoạn demo ngắn hơn (thường chỉ có một hai màn chơi), phân phối miễn phí trên các đĩa CD qua các tạp chí hay qua Internet.
Năm 1991, game Sonic the Hedgehog được phát hành. Trò này đã khiến máy Mega Drive của Sega trở nên nổi tiếng, và là đối thủ cạnh tranh với thương hiệu Mario của Nintendo. Nhân vật Sonic trở thành linh vật của Sega và trở thành một trong những nhân vật trong game dễ nhận biết nhất (sau Pacman và Mario)
Năm 1992, Dune II ra mắt. Game này không phải là game theo thể loại chiến lược thời gian thực đầu tiên (một số tựa game khác cũng có thể gọi là game chiến lược thời gian thực đầu tiên,xem lịch sử game chiến lược thời gian thực). Nhưng Dune II đã đặt tiêu chuẩn về lối chơi cho các tựa game bom tấn về sau như Warcraft: Orcs & Humans, Command & Conquer, và StarCraft. Chiến lược thời gian thực với đặc trưng là một góc nhìn trên cao xuống, một bản đồ con (mini-map), và điều khiển một đội quân trên cả lĩnh vực kinh tế lẫn các khía cạnh quân sự. Có hai phong cách đối nghịch trong game chiến lược thời gian thực: phong cách Warcraft- sử dụng một giao diện điều khiển xuất hiện khi chọn một tòa nhà hay một đơn vị, và phong cách C&C-cho phép xây dựng bất kỳ đơn vị nào từ trong một bảng hiện thường xuyên trên màn hình(phong cách này vẫn tiếp tục cho tới đầu thiên kỷ tiếp theo).
Alone in the Dark (1992), dù không phải là game kinh dị đầu tiên, nhưng đã gieo những hạt giống cho thể loại game kinh dị ngày nay. Game lấy phong cách hành động-phiêu lưu và không nhấn mạnh vào cách màn chiến đấu mà tập trung vào việc điều tra, khám phá. Là một trong những game đầu tiên cố gắng mô phỏng các đoạn tình huống trong không gian ba chiều bằng cách pha trộn các đa giác với phông nền hai chiều, nó đã thiết lập nên công thức mà về sau phát triển mạnh mẽ trên các hệ console dùng CD-ROM, với các game như Resident Evil -game đã đặt ra cái tên "survival horror" đồng thời phổ biến thể loại này, và Silent Hill.
Game phiêu lưu tiếp tục phát triển, với dòng game King's Quest của Sierra Entertainment, và dòng Monkey Island của LucasArts trực thuộc LucasFilms đem lại tính tương tác hình ảnh và sự sáng tạo nên khái niệm "trỏ và click" trong game. Myst và các bản tiếp theo của nó truyền cảm hứng cho một phong cách mới trong thể loại phiêu lưu-giải đố. Phát hành năm 1993, bản thân Myst đã là một trong những game trên máy tính đầu tiên tận dụng tối đa được khả năng của định dạng lưu trữ trên CD-ROM. Bất chấp thành công lớn của Myst, sự phổ biến mạnh mẽ của các game hành động và thời gian thực dẫn đến game phiêu lưu và game mô phỏng(hai trụ cột chính của trò chơi trên máy tính trong những thập kỷ trước đó) bắt đầu trôi dần vào quên lãng.
Cũng vào thập kỷ 90, hãng Maxis bắt đầu phát hành dòng game Sims của mình, bắt đầu với SimCity, và tiếp tục với hàng chục tên khác nhau như SimEarth, SimCity 2000, SimAnt, SimTower, và game bán chạy nhất trong lịch sử game trên PC:The Sim, vào đầu những năm 2000.
Năm 1996, 3dfx Interactive cho ra mắt con chip Voodoo, dẫn đầu trong việc tạo ra card tăng tốc đồ họa 3D giá cả phải chăng cho máy tính cá nhân. Bo mạch con dành cho dựng hình 3d này thực hiện một phần của tính toán cần thiết cho nhiều chi tiết đồ họa ba chiều (chủ yếu là lọc kết cấu-texture filtering), cho phép hiển thị nhiều chi tiết đồ họa hơn so với việc CPU bị yêu cầu xử lý cả tính toán trong game và toàn bộ đồ họa. Thể loại bắn súng góc nhìn thứ nhất (FPS) (đáng chú ý là Quake) là những game đi đầu trong việc tận dụng công nghệ mới này. Trong khi các game khác cũng tận dụng card đồ họa, thì thể loại FPS trở thành động lực chính trong việc phát triển những phần cứng 3D mới, cũng như là thước đo về khả năng trình diễn, thường được định lượng bằng số khung hình trên giây (frames per second-fps) dựng được trong một trường đoạn cụ thể của một game cụ thể.
Một vài vấn đề khác, ít quan trọng hơn, đó là khá nhiều thể loại được tạo ra trong thập kỷ này. Thief: The Dark Project của Looking Glass Studios và các phiên bản tiếp theo được ghi nhận là thể loại "hành động lén lút góc nhìn người thứ nhất" đầu tiên. Game chiến lược theo lượt tiến triển hơn nữa, với dòng game danh tiếng Heroes of Might and Magic (HOMM) (của hãng 3DO) thu hút rất nhiều các game khác làm theo phương pháp kết hợp thể loại.
Quake (1996) của Id Software tiên phong trong thể loại FPS chơi qua Internet. Khả năng chơi qua mạng Internet trở thành một yêu cầu quan trọng (dù không thực sự chính thức) trong hầu hết các game bắn súng góc nhìn người thứ nhất. Các thể loại khác cũng bắt đầu cung cấp chơi trực tuyến, bao gồm các game chiến lược thời gian thực như Age of Empires (đế chế) của Microsoft Game Studios, dòng Warcraft và Starcraft của Blizzard, và game chiến lược theo lượt như Heroes of Might and Magic. Sự phát triển của các plugin cho trình duyệt web như Java và Adobe Flash cho phép lập trình được các game đơn giản trên trình duyệt (webgame). Chúng là những game chơi đơn hoặc chơi nhiều người dung lượng nhỏ mà có thể nhanh chóng tải về và chơi ngay trên trình duyệt chứ không cần cài đặt. Dạng phổ biến nhất cho kiểu game này là các game câu đố, platform, các game arcade cổ điển, và các game đánh bài hay chơi cờ trực tuyến.
Một vài thể loại mới đã sinh ra từ khi xuất hiện của hai thể loại FPS và RTS, với thể loại bắn súng góc nhìn người thứ ba (nhìn từ sau lưng và qua vai nhân vật chính) có thể coi như là một ngoại lệ. Các tựa game như Grand Theft Auto III, Tom Clancy's Splinter Cell, Enter the Matrix, và Hitman đều sử dụng góc nhìn người thứ ba, nhưng có vẻ như chúng chỉ là như một biến thể của góc nhìn thứ nhất.

### Quá trình suy giảm của hệ máy arcade
Với sự ra đời của các máy console 16 và 32 bit, game chơi tại nhà bắt đầu tiếp cận được tới mức độ hình ảnh đẹp như của hệ arcade. Một số lớn người chơi sẵn sàng ngồi đợi cho các game nổi tiếng trên arcade được chuyển sang console hơn là đi ra các trung tâm giải trí nơi đặt vô số các máy arcade. Thực tế thì hệ arcade đã trải qua một cuộc hồi sinh vào đầu cho tới giữa thập kỷ 90 với những game như Street Fighter II hay Mortal Kombat và các game thể loại đối kháng khác, hoặc như game bóng rổ NBA Jam (1993). Khi sự hứng thú với hệ máy arcade suy giảm, rất nhiều trong số chúng đã buộc phải ngừng hoạt động. Các máy chơi game vận hành bằng tiền xu cổ điển phần lớn trở thành các tài sản riêng của những người có sở thích đặc biệt và hoặc là chỗ giết thời gian cho các địa điểm kinh doanh khác, như trong rạp chiếu phim, chỗ tập bóng, sân golf mini, và các máy arcade gắn với các cửa hàng game như F.Y.E..
Chỗ trống mà trước đây đặt các máy arcade nay được thường lấp đầy bằng những trung tâm giải trí cung cấp một môi trường sạch sẽ, an toàn và các hệ thống chơi game đắt tiền mà không có sẵn cho việc sử dụng trong gia đình. Chúng thường là những game thể thao như trượt tuyết, hoặc đua xe đạp, cũng như là các game nhịp điệu như Dance Dance Revolution đã chiếm một phần không nhỏ trên thị trường. Dave & Buster và GameWorks là hai dây chuyền lớn tại Hoa Kỳ với kiểu mô hình này. Nhắm vào đối tượng người trưởng thành và thiếu niên, chúng cung cấp đầy đủ dịch vụ từ nhà hàng với các quán bar bán rượu cho tới rất nhiều các video game và các trò chơi điện tử. Chuck E. Cheese's cũng là một loại hình tương tự nhưng nhắm tới đối tượng là trẻ em.

### Thời kỳ trưởng thành của các hệ máy cầm tay
Năm 1989, Nintendo cho ra mắt Game Boy, thiết bị chơi game cầm tay đúng nghĩa đầu tiên từ sau chiếc Microvision bạc mệnh mười năm trước. Nhóm thiết kế với Gunpei Yokoi là trưởng nhóm cũng là đội ngũ đã cho ra đời hệ thống Game & Watch trước đây. Đi kèm với máy là trò Tetris, một game xếp hình nổi tiếng. Một vài thiết bị chơi game cầm tay khác cũng xuất hiện lần đầu trong thời gian này, bao gồm Sega Game Gear và Atari Lynx (máy cầm tay có màu đầu tiên với màn hình LCD). Dù phần lớn các hệ thống cầm tay khác có nhiều tiến bộ công nghệ hơn, nhưng chúng bị hạn chế về mặt tiêu thụ pin và ít được các nhà phát triển thứ ba hỗ trợ. Trong khi các máy cầm tay khác còn đang trong quá trình sản xuất cho tới giữa thập niên 90, thì Game Boy vẫn ở vị trí hàng đầu trong doanh số bán ra suốt thời gian tồn tại của nó.

### Game trên điện thoại di động
Điện thoại di động trở thành một thiết bị chơi game từ khi Nokia cài đặt Snake (rắn săn mồi) vào các dòng điện thoại của mình từ năm 1998. Ngay sau đó mỗi thương hiệu điện thoại lớn đều cung cấp "game giết thời gian" mà có thể chơi trong các khoảng thời gian khá ngắn như chờ xe buýt. Game trên điện thoại di động thời kỳ đầu khá hạn chế ở một số điểm như: kích thước khiêm tốn của màn hình, tất cả đều là các game đơn sắc và sự giới hạn bộ nhớ cũng như sức mạnh xử lý, chưa tính đến việc tiêu thụ pin nhanh chóng khi chơi.

### Thế hệ console thứ tư (1989-1999) (16-bit)
Máy Mega Drive\Sega Mega Drive\Genesis chứng tỏ sự đáng giá của mình vào lần đầu ra mắt vào năm 1989. Nintendo đáp trả lại với thế hệ console tiếp theo của mình được biết đến với cái tên Super NES (hay SNES) vào năm 1991. Máy TurboGrafx-16 ra đời cùng với thời điểm máy Genesis, nhưng không đạt được thành công lớn tại Mỹ do sự nghèo nàn về số lượng các game và việc phân phối bị quá nhiều hạn chế do sự áp đặt của tập đoàn bán lẻ Hudson của Mỹ.
Sự cạnh tranh khốc liệt trong thời gian này cũng là một khoảng thời gian tiếp thị không hoàn toàn trung thực. Máy TurboGrafx-16 được quảng cáo là hệ thống 16-bit đầu tiên nhưng vi xử lý trung tâm của nó chỉ là một chip 8-bit có tên HuC6280, chỉ có duy nhất chip HuC6270 xử lý các tác vụ đồ họa là chip 16-bit thực sự. Thêm vào đó, chiếc console Intellivision của hãng Mattel ra đời sớm hơn rất nhiều (1979) đã có chứa một chip 16-bit. Cũng lại là Sega được biết đến với việc "kéo dài" sự thật trong cách tiếp cận tiếp thị của mình; họ dùng thuật ngữ "Blast Processing" (xử lý bùng nổ) để mô tả một thực tế đơn giản là các máy console của họ có CPU chạy ở một xung nhịp cao hơn SNES (7.67 MHz với 3.58 MHz)
Tại Nhật Bản, thành công của hệ máy TurboGrafx-16 (ở Nhật thì nó có tên gọi là PC Engine) năm 1987 là đối thủ đáng gờm của Famicom (chính là máy NES thiết kế lại cho gọn hơn) và ổ đĩa CD cho phép nó có thể chống đỡ về doanh số cho Mega Drive (Genesis) vào 1988, hệ máy mà không bao giờ có được thành công tương tự ngoài Nhật Bản. PC Engine cuối cùng cũng mất ngôi vị vào tay Super Famicom (hay SNES thiết kế lại), nhưng do sự phổ biến của CD, nên giữ lại được đủ số người sử dụng tối thiểu để hỗ trợ các game mới đến cuối những năm 1990.
Ổ đĩa CD-ROM lần đầu được sử dụng trong thế hệ này, như PC Engine năm 1988 và Mega Drive năm 1991. Đồ họa 3 chiều đơn giản trở thành chủ đạo với kiểu hình ảnh được tô bóng theo từng đa giác (flat-shading) được phát triển bằng cách thêm vào các quá trình xử lý vào trong băng (ROM-cartridge) như ở các game Virtua Racing và Star Fox.
Máy Neo-Geo của SNK là cỗ máy console đắt nhất khi nó được công bố vào năm 1990, và vẫn giữ ngôi vị này trong nhiều năm. Nó có khả năng thể hiện đồ họa hai chiều ở một cấp độ chất lượng đi trước các hệ máy console khác hàng năm trời. Lý do của khả năng đồ họa tuyệt vời này chính là chiếc console này có những phần cứng giống như trong máy arcade của SNK. Đây là lần đầu tiên từ sau khi máy Pong gia dụng xuất hiện và người dùng có thể có một trải nghiệm arcade thực sự tại nhà.
Thế hệ console này kết thúc vào năm 1999 với việc ngừng sản xuất SNES.

### Thế hệ console thứ năm (1993-2006) (32 và 64-bit)
Năm 1993, Atari quay trở lại thị trường máy console gia dụng với sản phẩm Atari Jaguar. Cùng năm đó, hãng 3DO cho ra mắt 3DO Interactive Multiplayer, mà cho dù chính sách quảng cáo và khuyến khích cao nhưng cũng không thể bắt kịp với doanh số của Jaguar do mức giá của mình. Cả hai dòng console này đều có doanh số bán ra rất thấp và số lượng game ít ỏi, cuối cùng dẫn đến sự sụp đổ của chúng. Năm 1994, ba máy console mới được giới thiệu tai Nhật Bản: Sega Saturn, PlayStation, và PC-FX, Saturn và PlayStation sau đó sang thị trường Mỹ vầo năm 1995. PlayStation được tiêu thụ một cách nhanh chóng so với các đối thủ còn lại, ngoại trừ cỗ máy SNES già cỗi vì vẫn được được hỗ trợ bởi khá nhiều các công ty làm game.
Máy Virtual Boy (máy console hiển thị hình ảnh 3 chiều thực sự đầu tiên nhờ tạo ảo ảnh bằng thị sai) từ Nintendo được giới thiệu vào năm 1995 nhưng không đạt được doanh thu cao. Năm 1996 Virtual Boy bị loại ra khỏi thị trường.
Sau nhiều lần trì hoãn, Nintendo cũng phát hành máy console 64 bit với tên Nintendo 64 vào năm 1996. Thương hiệu game hàng đầu của chiếc console này: Super Mario 64, trở thành một chuẩn mực cho game platform 3 chiều.
PaRappa the Rapper phổ biến rộng rãi thể loại game nhịp điệu, hay rộng hơn là video game âm nhạc tại Nhật Bản vào năm 1996 trên PlayStation. Tiếp theo là các game âm nhạc và nhảy khác như Beatmania và Dance Dance Revolution trở nên phổ biến rộng rãi trên thị trường arcade tại Nhật. Trong khi Parappa, DDR, và các game khác được tiếp tục sùng bái khi mang sang Bắc Mỹ, game âm nhạc không được biết rộng rãi trên thị trường cho tới thập kỷ tiép theo. Cũng trong năm 1996, Capcom phát hành Resident Evil, game đầu tiên hoàn chỉnh định nghĩa cho thể loại survival horror (tồn tại-kinh dị). Resident Evil thành công cực lớn với hơn 2 triệu bản được bán ra và được coi là một trong những game hay nhất trên máy Playstation.
Các game cột mốc khác trong thời kỳ này bao gồm GoldenEye 007 (1997) của hãng Rare cho máy Nintendo 64, mà được đánh giá cao khi đem đến sự đổi mới là game bắn súng góc nhìn người thứ nhất đầu tiên dành riêng cho console, và là game đi tiên phong với một số tính năng mà đã trở thành đặc điểm nổi bật của thể loại như khả năng ngắm, kỹ năng kết liễu nhanh chóng khi bắn vào đầu, và một trung tâm lưu trữ các nhiệm vụ. The Legend of Zelda: Ocarina of Time (1998) cho Nintendo 64 là game được đánh giá cao nhất từ trước đến nay. Tựa game cũng kèm theo các tính năng vượt trội như ngắm mục tiêu theo chiều sâu mà được hầu hết các game ngày nay sử dụng.
Nintendo chọn sử dụng băng thay vì dùng CD-ROM cho Nintendo 64, kiểu duy nhất giữa các máy console thời kỳ này, và kết quả mang lại là tiêu cực. Trong khi băng có tốc độ nhanh hơn và có khả năng chống lại sự vi phạm bản quyền, thì CD lại có thể lưu giữ nhiều dữ liệu hơn và giá thành sản xuất rẻ hơn rất nhiều, việc này khiến cho nhiều công ty sản xuất game quay lưng lại với Nintendo và hợp tác với các hãng sử dụng CD cho console. Đặc biệt, Square, vốn đã phát hành tất cả các game trước đó trong dòng Final Fantasy của hãng cho console của Nintendo; giờ lại chuyển sang PlayStation với Final Fantasy VII; Final Fantasy VII (1997) là một thành công vang dội, thành lập nên sự phổ biến của game nhập vai kiểu Nhật Bản ở phía tây và biến PlayStation trở thành hệ máy chính cho thể loại này.
Đến cuối giai đoạn này, Sony trở thành hãng dẫn đầu trên thị trường video game. Máy Saturn của Sega có một thành công đáng kể tại Nhật nhưng lại là một thất bại ở Bắc Mỹ và châu Âu, khiến Sega không phải là đối thủ cạnh tranh chính. Máy Nintendo 64 đạt được thành công rất lớn trong thị trường Bắc Mỹ và châu Âu, mặc dù nó không bao giờ vượt qua doanh số của PlayStation hoặc đạt được sự phổ biến tương tự tại Nhật Bản.
Thế hệ console này kết thúc với việc dừng sản xuất PlayStation vào tháng 3 năm 2006.

### Chuyển đổi sang ba chiều và đĩa CD
Thế hệ console thứ năm đáng chú ý nhất là sự phát triển của các game hoàn toàn 3 chiều. Trong khi các game trước đó đã sử dụng môi trường ba chiều, như Virtua Racing và Star Fox, trong thời kỳ này rất nhiều các game được thiết kế chuyển từ môi trường hai chiều truyền thống và giả ba chiều sang ba chiều hoàn toàn. Super Mario 64 trên N64, Crash Bandicoot trên Play Station và Nights into Dreams trên Saturn, là những ví dụ chính cho xu hướng này. Các môi trường 3 chiều của những game này được phổ biến trên thị trường và hướng sự tập trung của thị trường ra khỏi các thể loại như game platform với màn hình di chuyển theo nhân vật, cũng như là cánh cửa mở đến các game và các thể loại phức tạp hơn. Các game như GoldenEye 007, The Legend Of Zelda: Ocarina of Time hay Virtua Fighter không hề giống các thể loại đã được biết đến trước đó như shoot-em-ups, nhập vai hay đối kháng. Hình ảnh 3 chiều trở thành đối tượng chủ yếu trong thời kỳ này cũng như sự suy giảm từ từ của băng chơi game và sự lên ngôi của CD.

## Những năm 2000
Thập kỷ đầu tiên của thiên niên kỷ mới cho thấy sự cách tân trên cả console và PC, và thị trường ngày càng cạnh tranh gay gắt của các hệ thống chơi game cầm tay.
Hiện tượng người dùng tạo ra các bản chỉnh sửa (hay "mod") cho các game dần trở thành một xu hướng quanh thời điểm chuyển giao giữa thiên niên kỷ. Hình mẫu nổi tiếng nhất cho xu hướng này là Counter Strike; xuất hiện vào năm 1999, đến giờ vẫn là game bắn súng góc nhìn người thứ nhất chơi mạng nổi tiếng nhất, mặc dù nó được tạo ra như là một bản chỉnh sửa cho Half Life bởi hai lập trình viên độc lập. Cuối cùng, các nhà thiết kế game nhận ra tiềm năng của các bản chỉnh sửa và việc tùy chỉnh nội dung nói chung để nâng cao giá trị các trò chơi của họ, và vậy là bắt đầu thời kỳ bắt đầu khuyến khích các sáng tạo nội dung game. Một số vi dụ tiêu biểu bao gồm Unreal Tournament, cho phép người chơi chuyển các hình ảnh trong 3dsmax để sử dụng như các mô hình nhân vật, và game The Sim của Maxis, cho phép người chơi tự tạo ra các vật thể.

### Game trên điện thoại di động
Game trên điện thoại di động bắt đầu được quan tâm khi Nokia giới thiệu điện thoại N-Gage là thiết bị chơi game cầm tay của mình vào năm 2003. Trong khi chỉ có khoảng 2 triệu máy được bán ra, dòng sản phẩm này không được coi là một thành công và sớm bị Nokia loại khỏi danh sách cung cấp. Trong khi đó nhiều nhà phát triển game đã nhận thấy rằng các mẫu điện thoại cao cấp hơn có màn hình màu, bộ nhớ và sức mạnh xử lý đủ để chơi game. Điện thoại di động chơi game có doanh thu hơn 1 tỷ USD vào năm 2003, và vượt qua 5 tỷ USD trong năm 2007, chiếm 1/4 doanh thu của tất cả video game trên thị trường. Các điện thoại đời mới hơn được bán ra thị trường như các smartphone N-Series của Nokia trong năm 2005 và iPhone của Apple trong năm 2007 là những ví dụ mạnh mẽ cho sự hấp dẫn của game trên điện thoại di động. Năm 2008, Nokia không định phục hồi lại thương hiệu N-Gage nhưng lại cho ra một thư viện các game cho dòng điện thoại cao cấp này. Cũng trong năm 2008 trên AppStore của Apple, hơn một nửa trên tổng số tất cả các ứng dụng được bán ra là các game cho iPhone.

### Thế hệ console thứ 6 (1998-nay)
Thế hệ thứ sáu của game trên console, Sega không còn tham gia vào thị trường phần cứng, Nintendo bị tụt hậu, Sony củng cố địa vị dẫn đầu của mình trong ngành công nghiệp, và Microsoft bắt đầu sản xuất các máy console.
Thế hệ này bắt đầu với sự ra đời Dreamcast (của Sega) vào năm 1998. Đó là máy console đầu tiên có modem được gắn sẵn trong máy để có thể hỗ trợ Internet và chơi mạng. Mặc dù đã có những thành công bước đầu, doanh thu và độ phổ biến của cỗ máy này bắt đầu giảm nhanh chóng với các yếu tố góp phần là: danh tiếng của Sega đã bị tổn hại từ những thất bại thương mại trước đó, các phần mềm bị sao chép trái phép, và dự đoán sự áp đảo của chiếc console PlayStation 2 sắp ra đời. Các máy Dreamcast ở hầu hết các thị trường bị dừng sản xuất vào năm 2002 và là máy console cuối cùng mà Sega phát triển trước khi trở thành một hãng thứ ba chuyên sản xuất game.
PlayStation 2 của Sony là máy console ra đời thứ 2 trong thế hệ này, mà về sau trở thành máy console bán chạy nhất mọi thời đại. Nintendo theo sau đó một năm với Nintendo GameCube, máy console đầu tiên của Nitendo sử dụng CD. Nintendo GameCube phải chịu đựng sự thiếu hụt các hãng phát triển thứ ba phát triển game cho mình so với hệ thống của Sony, và doanh số bán ra còn bị cản trở vì danh tiếng là "console cho trẻ con" với số lượng ít ỏi các game cho lứa tuổi lớn hơn 16 -là thị trường chủ yếu.
Gần cuối năm 2001, tập đoàn Microsoft, được biết đến nhiều nhất với hệ điều hành Windows và chuyên sản xuất các phần mềm, bước vào thị trường console với máy Xbox. Dựa trên CPU Intel Pentium III, cỗ máy này sử dụng khá nhiều công nghệ máy tính bên trong để phát triển. Để đảm bảo giữ được Xbox trên thị trường, Microsoft đã bán Xbox ở một mức giá thua lỗ đáng kể và tập trung thu lợi nhuận bằng việc phát triển và phát hành game. Ngay sau đó vào tháng 12 năm 2001, studio phát triển game Bungie Studio (đã ký hợp đồng độc quyền với Microsoft phát hành game của mình -hợp đồng này chấm dứt vào năm 2007) cho ra đời Halo: Combat Evolved và ngay lập tức trở thành bước ngoặt quan trọng trong sự thành công của Xbox, và dòng game Halo sau đó trở thành một trong những game bắn súng trên console thành công nhất mọi thời đại. Cho tới cuối thế hệ console này, doanh số toàn cầu của Xbox đã bằng với Nintendo GameCube, nhưng từ khi doanh số của Xbox vượt qua GameCube ở Bắc Mỹ, đã khiến Nintendo bị đẩy xuống vị trí thứ ba ở thị trường Hoa Kỳ.
Cũng trong năm 2001, game Grand Theft Auto III ra đời, phổ biến tới người chơi thể loại thế giới mở trong game bằng cách sử dụng lối chơi phi tuyến tính. Game này đã rất thành công trên cả phương diện phê bình lẫn thương mại và được coi là một cột mốc hết sức quan trọng trong quá trình phát triển của game và thế hệ console thứ 6.
Nintendo vẫn tiếp tục thống trị thị trường máy cầm tay trong thế hệ này. Game Boy Advance được giới thiệu vào năm 2001 giúp Nitendo duy trì vị trí của mình trên thị trường. Hãng sản xuất điện thoại di động của Phần Lan -Nokia bước vào thị trường cầm tay với N-Gage, nhưng nó đã không giành được thành công đáng kể.
Game trên console phần lớn vẫn tiếp tục xu hướng đã được thiết lập bởi PlayStation với lối chơi ngày càng phức tạp, tinh vi, và theo định hướng dành cho người lớn (15 tuổi trở lên). Phần lớn các game đạt được thành công trên thế hệ console thứ 6 đều được đánh giá hạng T (Teen) và M (Mature) theo chuẩn đánh giá của ESRB, bao gồm rất nhiều các thương hiệu mà đã trở nên kinh điển như Halo hay Resident Evil, mà về sau đều đáng chú ý về cả mặt thành công lẫn tai tiếng của mình. Thậm chí cả Nintendo, được cho là khá ác cảm với các game có nội dung người lớn (với một số rất ít các ngoại lệ nổi bật như game Conker's Bad Fur Day cho máy Nintendo 64), cũng bắt đầu phát hành các game được đánh giá hạng M nhiều hơn với các thí dụ điển hình như Silicon Knights's Eternal Darkness: Sanity's Requiem và Resident Evil 4 của Capcom. Xu hướng phát triển game cho người trưởng thành này trên các máy console chủ yếu trong thế hệ 6 phần nào bị đảo ngược trong thế hệ 7 với sự xuất hiện của Wii. Cho tới năm 2011, PlayStation 2 vẫn được sản xuất và tiếp tục được bán đều đặn dù đã hơn một thập kỷ từ lần đầu ra mắt.

#### Sự trở lại của các tay cầm điều khiển thay thế
Một trong những đặc điểm quan trọng của thời kỳ này là việc các nhà sản xuất khác nhau đổi mới xu hướng với các thiết bị điều khiển ngoại vi. Trong khi các tay cầm điều khiển thay thế không phải là mới với các nhà sản xuất, như Nintendo từng sản xuất các vô-lăng lái xe và cần điều khiển máy bay cho máy NES và PC, các game trên console sử dụng chúng lần đầu tiên trở thành những tựa game lớn nhất của thập kỷ. Konami từng giới thiệu một bàn dậm nhảy bằng nhựa mềm điều khiển bằng chân cho trò Dance Dance Revolution vào năm 1998. Sega thì có thiết bị ngoại vi cho trò Samba De Amigo. Nintendo từng giới thiệu bộ đôi trống bongo cho một vài phiên bản của trò Donkey Kong. Nhà phát hành RedOctane (sau trở thành công ty con của Activision) thì phát hành Guitar Hero và đi kèm một thiết bị điều khiển hình đàn guitar đặc trưng cho máy PlayStation 2. Cũng trong thời gian này, Sony ra mắt máy quay EyeToy có thể phát hiện chuyển động của người chơi dành cho máy PlayStation 2.

### Game trực tuyến tăng trưởng một cách mạnh mẽ
Khi việc kết nối Internet băng thông rộng với giá cả phải chăng trở nên phổ biến, nhiều nhà phát hành quay sang game online như một cách để đổi mới. Game nhập vai trực tuyến nhiều người chơi (MMORPGs) với những tựa game nổi bật cho thị trường game trên PC như EverQuest, World of Warcraft, và Ultima Online. Trong lịch sử, các game nhập vai trực tuyến trên console có rất ít do thiếu kết nối Internet đi kèm cho hệ máy đó. Điều này khiến cho khó để thiết lập một cộng đồng thuê bao đủ lớn để bù đắp cho các chi phí phát triển. Game online trên console đầu tiên có tầm ảnh hưởng quan trọng là Phantasy Star Online trên máy Dreamcast của Sega (máy có sẵn một modem tích hợp bên trong và một bộ chuyển đổi Ethernet được bán ngoài), Theo sau là Final Fantasy XI cho PlayStation 2 của Sony (một bộ chuyển đổi Ethernet được bán ngoài-không bán kèm theo máy để hỗ trợ game này). Mọi máy console ra đời trong thế hệ này từ sau Dreamcast đều đi kèm với khả năng hỗ trợ kết nối Internet hoặc cho phép mua một thiết bị chuyển đổi gắn ngoài để kết nối. Xbox của Microsoft cũng có một dịch vụ hỗ trợ game trực tuyến gọi là Xbox Live. Xbox Live là một thành công to lớn và chứng tỏ là một động lực cho Xbox với các trò chơi như Halo 2 đã trở nên cực kỳ phổ biến.

### Sự lên ngôi của các game casual (game đơn giản) trênmáy tính cá nhân
Khởi đầu với máy tính cá nhân, một xu hướng mới với game đơn giản, các trò chơi với sự phức tạp vừa phải được thiết kế để có thể chơi các phần một cách nhanh chóng hoặc ngẫu hứng, bắt đầu nhận được sự chú ý của ngành công nghiệp. Rất nhiều các game này chỉ là giải câu đố, xếp hình, như Bejeweled (xếp kim cương) của PopCap Games và Diner Dash của PlayFirst, trong khi các game khác với lối chơi thoải mái hơn và có kết thúc mở. Tựa game lớn nhất trong thể loại này là The Sims của hãng Maxis, mà trở thành game máy tính bán chạy nhất mọi thời đại, vượt qua cả tựa game phiêu lưu kinh điển Myst.
Các game casual nổi tiếng khác bao gồm các tựa game của hãng Zynga Games như Mafia Wars, FarmVille (Nông Trại),Cafe World, cùng với rất nhiều các game khác, mà được gắn liền vào các trang mạng xã hội như Myspace hay Facebook. Các game này được cung cấp miễn phí với các lựa chọn mua vật phẩm trong game.

### Thế hệ console thứ bảy (2005-nay)
Thế hệ này mở đầu bằng những thiết bị cầm tay, như Nintendo giới thiệu chiếc Nintendo DS và Sony cho ra mắt PlayStation Portable (PSP) trong vòng 2 tháng liên tiếp vào năm 2004. Trong khi PSP khoe sức mạnh và đồ họa cao cấp, một xu hướng được định hình từ những năm 80, thì Nintendo đánh cược với một sản phẩm với sức mạnh thấp hơn nhưng lại có thiết kế đặc sắc với hình dáng như một cuốn sách. DS có hai màn hình, một màn hình là cảm ứng, đã tỏ ra cực kỳ phổ biến với các khách hàng, đặc biệt là đối với trẻ em và các game thủ có độ tuổi trung niên, những người đã bị chinh phục bởi những tựa game cho thiết bị như Nintendogs hay dòng Brain Age. Trong khi PSP thu hút một phần đáng kể các game thủ kỳ cựu, DS khiến cho Nintendo tiếp tục thống trị thị trường máy cầm tay. Nintendo sau đó nâng cấp dòng sản phẩm của mình với Nintendo DS lite năm 2006, Nintendo DSi vào năm 2008 tại Nhật và năm 2009 tại Mỹ và châu Âu, và cuối cùng là Nintendo DSi XL trong khi Sony nâng cấp PSP vào năm 2007 và thêm một lần nữa với PSP Go nhỏ gọn hơn vào 2009. Nokia không thành công lắm với N-Gage vào năm 2005 nhưng lại tái sử dụng thương hiệu này như một dịch vụ cung cấp game cho các dòng điện thoại cao cấp vào 3/4/2008.
Tập đoàn Apple bước vào lĩnh vực phần cứng chơi game di động với sự ra đời App Store cho iPhone và iPod Touch trong mùa hè năm 2008. Sự thay đổi lớn nhất đưa ra bởi chính sách của Apple là bỏ mặc sự phụ thuộc truyền thống vào "gạch và vữa" của các cửa hàng bán lẻ để phân phối phần mềm cho mình; thay vào đó, nền tảng iPhone phụ thuộc hoàn toàn vào các nội dung phân phối bằng kỹ thuật số (phân phối qua mạng).
Trên mặt trận console, Microsoft tiến thêm một bước trước các đối thủ với Xbox 360 vào tháng 11 năm 2005, và Sony theo sau với PlayStation 3 vào năm 2006, sau đó được ra mắt tại châu Âu vào tháng 3/2007. Thiết lập chuẩn công nghệ cho cả thế hệ này, cả hai cỗ máy đều thể hiện được hình ảnh ở độ phân giải HD, một ổ cứng dung lượng lớn làm thiết bị lưu trữ thứ hai, tích hợp các thiết bị kết nối mạng, và một hệ thống trực tuyến hỗ trợ người chơi cũng như bán các sản phẩm game, cụ thể là Xbox Live và PlayStation Network. Cả hai cỗ máy đều là những hệ thống đáng gờm và cũng là lần đầu tiên các hệ thống console có thể thách thức được cả máy tính cá nhân về mặt sức mạnh (vào thời điểm ra mắt) trong khi lại có một mức giá tương đối khiêm tốn so với một chiếc PC chuyên để chơi game. Và cả hai đều là những hệ thống đắt đỏ hơn hầu hết các console trước đó, Xbox 360 được hưởng một mức giá có lợi thế đáng kể, giá bán lẻ khoảng $300 hoặc $400 tùy vào các mẫu máy, trong khi đó PS3 được bán ra với giá dao động từ 500-600 USD tùy theo mẫu. Đi kèm với Blu-ray và Wi-Fi, PlayStation 3 trở thành máy console đắt nhất trên thị trường từ sau chiếc console 3DO Interactive Multiplayer do Panasonic sản xuất (thiết kế máy là của hãng 3DO), với giá bán lẻ thấp hơn 700 USD một chút.
Nintendo ra mắt máy Wii ngay sau khi PlayStation 3 được bán ra, và điều này đã đưa Nintendo trở lại với cuộc đua console. Trong khi Wii có các đặc tính kỹ thuật thấp hơn (cũng có nghĩa giá thành thấp hơn) cả Xbox 360 và PlayStation 3, thiết bị điều khiển cảm ứng của nó lại là thứ được ca ngợi nhiều. Rất nhiều game thủ, các nhà phát hành và các nhà phân tích ban đầu bác bỏ Wii như là một cỗ máy không có đủ sự hấp dẫn, nhưng rồi đều hết sức ấn tượng với việc Wii nhanh chóng hết hàng vào kỳ nghỉ Giáng Sinh năm 2006, và tiếp tục bán chạy vào 18 tháng tiếp theo, trở thành máy console bán chạy nhất trên hầu hết thị trường game trên thế giới.
Tháng 6/2009, Sony tuyên bố rằng sẽ cho ra đời PSP Go với giá 249.99USD vào ngày 1/10 tại châu Âu và Bắc Mỹ, và tại Nhật thì vào 1/11. PSP Go là một phiên bản mới hơn và mỏng hơn của máy PSP, với các nút điều khiển được giấu dưới màn hình và trượt ra khi sử dụng, còn màn hình thì chiếm toàn bộ mặt trước.

#### Gia tăng ngân sách phát triển
Với sự phát triển một cách không thể phủ nhận của video độ nét cao (HD) và các game thủ kỳ cựu đang tìm kiếm những trải nghiệm cao hơn, kỳ vọng về mặt hình ảnh và độ phức tạp trong game sẽ càng cao dẫn đến sự tăng vọt trong ngân sách phát triển của các công ty làm game. Trong khi khá nhiều các studio làm game nhận thấy các dự án cho Xbox 360 của mình đều có khả năng hoàn vốn hoặc có lãi thì sự yếu kém bất ngờ trong doanh số bán ra của PS3 dẫn đến tổn thất nặng nề đối với một số nhà phát triển, và rất nhiều nhà phát hành đã phải bỏ các thỏa thuận độc quyền game cho hệ máy PS3 hoặc hủy bỏ hoàn toàn các dự án game để tránh thua lỗ.

#### Nintendo tập trung vào game casual
Trong thời gian này, Nintendo nhận thấy tín hiệu tốt lành từ thị trường game trên PC và sự thành công của mình với Nintendo Wii, và các game được thiết kế khéo léo để phù hợp với tính chất trực quan của điều khiển chuyển động. Nhấn mạnh vào sự thay đổi lối chơi từ các game khá đơn giản thành các trò chơi không chỉ có chạy nhảy và đánh, bao gồm các gói đi kèm theo như Wii Sports, và Wii Fit. Với doanh số Wii bán ra tăng vọt, rất nhiều nhà phát hành đã bị bất ngờ và phản ứng lại bằng các thương hiệu chắp vá vội vàng nhằm lấp đầy khoảng trống. Mặc dù có một số game cốt lõi tiếp tục được Nintendo sản xuất, rất nhiều các thương hiệu kinh điển của hãng được làm lại thành "các game cầu nối", có nghĩa là cung cấp cho người chơi qua trải nghiệm các game casual (game đơn giản) tới một kiểu trải nghiệm sâu sắc hơn, trong đó bao gồm cả thương hiệu hàng đầu của Wii là Super Mario Galaxy, bất chấp đồ họa chỉ sử dụng độ phân giải chuẩn (so với hàng loạt các game cùng thời kỳ với độ phân giải HD) nhưng game được các nhà phê bình đánh giá cao nhất trong danh sách game hay nhất năm 2007. Tuy nhiên, rất nhiều người khác chỉ trích mạnh mẽ Nintendo cho việc cự tuyệt rõ ràng với các game thủ kỳ cựu và cảnh báo dựa trên việc những người chơi mới thường hay thay đổi và sẽ khó khăn để giữ họ tiếp tục với các sản phẩm game.

#### Điều khiển cảm ứng chuyển động tạo nên một cuộc cách mạng trong lối chơi
Cách các game thủ tương tác với game đã thay đổi một cách mạnh mẽ, đặc biệt với toàn bộ gói điều khiển cảm ứng chuyển động của Nintendo như một phương pháp tương tác tiêu chuẩn. Tay cầm Wii Remote từng bước khẳng định vị thế của mình trên toàn thế giới. Ở một mức độ thấp hơn, Sony đã thử nghiệm tay cầm chuyển động trong bộ điều khiển Sixaxis và sau đó là DualShock 3 cho PS3, trong khi Microsoft tiếp tục chú trọng đến phát triển công nghệ cho Xbox360 như dự án Project Natal. Trong khi hệ thống cảm ứng hồng ngoại của Wii được đánh giá cao, và là nguyên nhân chính cho thành công của các game như Metroid Prime 3: Corruption (Nintendo phát triển và phát hành) và Medal of Honor: Heroes 2 của EA. Mặc dù các thương hiệu này thực sự thành công, nhưng điều khiển cảm ứng chuyển động vẫn chưa thực sự nhạy, thậm chí với cả tay cầm điều khiển tinh tế nhất nhất vẫn không đạt được đúng khả năng sao chép chuyển động tức thời 1-1 của người chơi lên màn hình. Một số người chơi còn nhận thấy rằng họ phải cử động chậm hơn bình thường hoặc máy Wii sẽ không nhận thấy chuyển động của họ, nhưng trường hợp này khá hiếm. Công bố của Nintendo năm 2008 với sản phẩm gắn vào Wii Remote là Wii MotionPlus sẽ nhằm để giải quyết vấn đề này
Tay cầm điều khiển thay thế cũng tiếp tục là một phần quan trọng đối với ngành công nghiệp game, như sự tăng mạnh của các bộ điều khiển gắn liền với game mà ví dụ như Guitar Hero do Red Octane phát triển hay như thương hiệu Rock Band của Harmonix. Thêm vào đó, Nintendo cũng sản xuất nhiều loại điều khiển gắn thêm để thay thế Wii Remote trong các game cụ thể, như Wii Zapper cho game bắn súng và Wii Wheel cho game lái xe. Với sự ra đời của Balance Board trong gói Wii Fit của Nintendo, điều khiển cảm ứng được điều khiển bằng chân người chơi. Những nỗ lực từ hãng thứ ba như THQ, EA, và các hãng phát hành khác dự kiến là sẽ tích hợp cả cách điều khiển của Balance Board vào các game mới trong năm 2009.
Tại hội chợ E3 (Electronic Entertainment Expo) năm 2009, Microsoft và Sony đều giới thiệu điều khiển cảm ứng chuyển động của riêng mình: Project Natal (về sau đổi tên thành Kinect) và PlayStation Move.

### Điện toán đám mâytham gia vào thị trường game
Trong năm 2009, một vài dịch vụ điện toán đám mây công bố sẽ nhằm phục vụ để chơi video game. Những dịch vụ này cho phép dựng hình ảnh trong game ở trên máy chủ của mình và hình ảnh sẽ được chuyển tới người chơi thông qua kết nối Internet. Dịch vụ Onlive cho phép người sử dụng kết nối với máy chủ của hãng nơi thực hiện các tác vụ xử lý trong game thay cho máy tính của người sử dụng. Hệ thống Gaikai của Nhật còn cung cấp các game mà người dùng chơi hoàn toàn bằng trình duyệt hoặc bất cứ thiết bị nào có thể kết nối Internet.